# Podłoże historyczne prostytucji

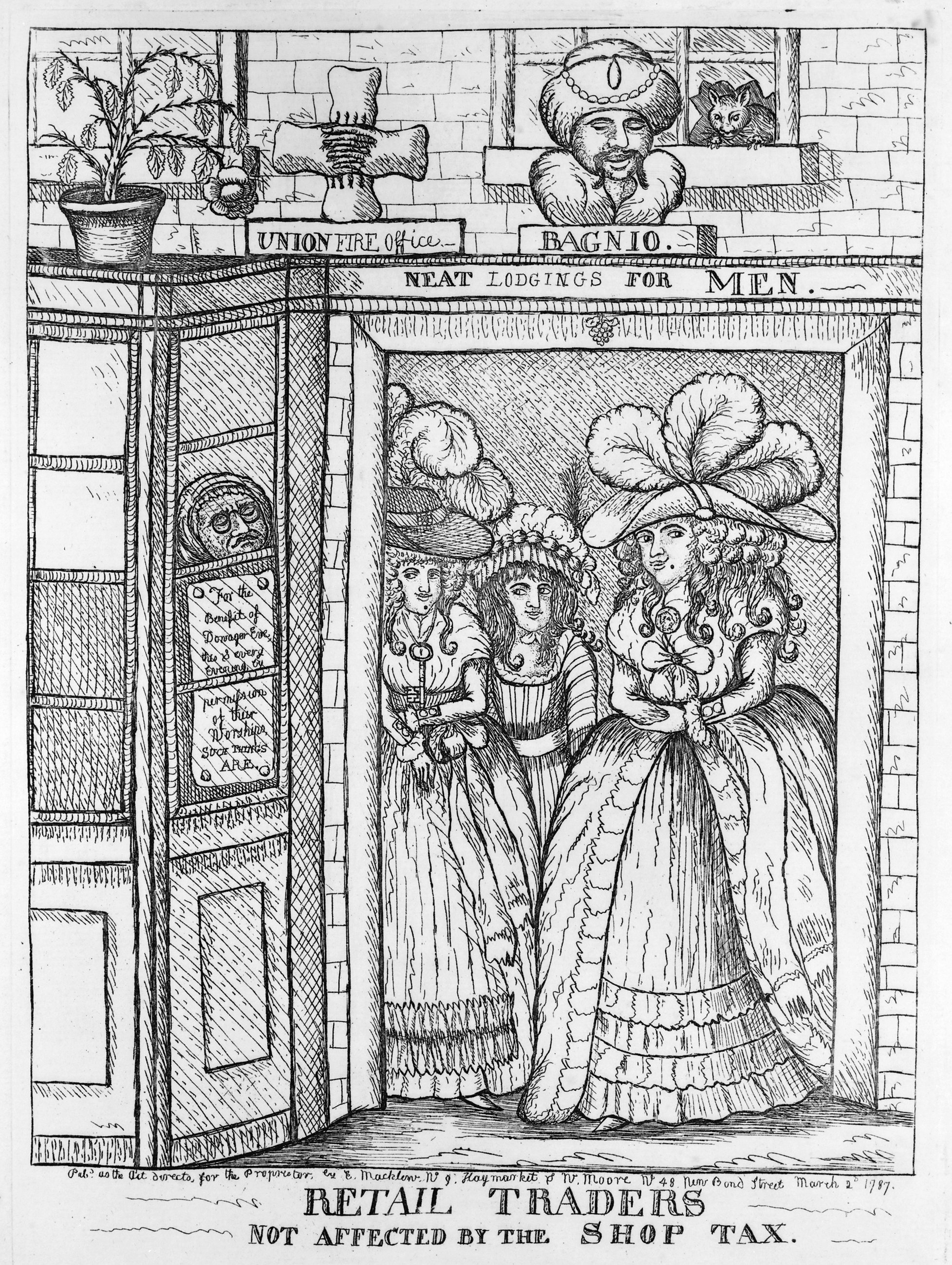
XVIII-wieczna rycina ukazująca w sposób karykaturalny odzież i strój ówczesnych prostytutek

Występowanie zjawiska prostytucji potwierdzają zapisy historyczne pochodzące z czasów starożytnych (np. Babilonia, Mezopotamia, starożytny Egipt, starożytna Grecja, starożytny Rzym) oraz Chin, Indii, Japonii. Również teksty biblijne mówią o prostytucji. W Europie okresu średniowiecza prostytucję tolerowano i nierzadko traktowano jako tzw. mniejsze zło – jednak począwszy od XVII wieku nasilono działania zmierzające do ograniczenia tego zjawiska społecznego.

## Kultura chińska
Mimo powszechności poligamii w Chinach prostytucja była tam szeroko rozpowszechniona. Świadomy swego stanu i obowiązków Chińczyk regularnie odwiedzał tamtejsze domy publiczne, choć niekoniecznie w celach seksualnych – bywało, że przeciwnie: aby odpocząć. Niektórzy mężczyźni mogli zaspokajać swe potrzeby seksualne w domu z kilkoma żonami. Poza domem szukali więc tego, czego im często brakowało: konwersacji, muzyki, śpiewu. Mężczyźni udawali się do domów publicznych i mieszkań prostytutek przede wszystkim po to, by spędzić czas w towarzystwie wykwintnych, urodziwych kobiet, umiejących śpiewać, tańczyć, grać na jakimś instrumencie muzycznym, recytować wiersze i prowadzić interesującą rozmowę. Odwiedziny u prostytutki kończyły się zwykle odbyciem stosunku płciowego.
Domy publiczne zwano zielonymi altanami, ze względu na barwę, jaką pokrywano drewniane ściany na wzór i podobieństwo bogatych rezydencji. Stanowiły one rodzaj azylu, dawały mężczyźnie wytchnienie od domu ze wszystkimi jego problemami. W zielonej altanie można było zjeść i wypić, posłuchać muzyki i śpiewu, zabawić się, a nawet zostać na noc. Do XIX wieku domy publiczne oferujące wyłącznie nierząd należały do rzadkości i funkcjonowały wyłącznie w ubogich dzielnicach, których mieszkańców nie było stać na więcej niż jedną żonę. Do początków II stulecia p.n.e. feudałowie i wysocy urzędnicy państwowi utrzymywali zespoły tancerek i muzykantek, które świadczyły również usługi seksualne właścicielowi, członkom dworu oraz gościom. W czasach dynastii Han pojawiły się pierwsze domy nierządu. Otwierano je z myślą o powstającej warstwie kupieckiej, która albo jeszcze nie miała środków, albo nie śmiała fundować sobie prywatnych zespołów baletowych. Cesarz Wu z dynastii Han ustanowił także instytucję markietanek towarzyszących wojsku.
Prostytutki dzieliły się na kilka klas. Najtańsze miały do zaoferowania tylko własne ciało, natomiast najwyżej wykwalifikowane umiały tańczyć, śpiewać, były oczytane, inteligentne, same dobierały sobie klientów, dysponowały własnymi rezydencjami, a przynajmniej własną sypialnią. W dawnych Chinach kreślić i czytać pismo chińskie potrafiły wyłącznie te kobiety, co miały na tyle silną wolę i sposobność, żeby samej się nauczyć, oraz wytworne prostytutki, które tego typu wiedzę traktowały jak nieodłączną część swojego zawodu. Chińskie prostytutki chętnie i szybko nabierały umiejętności i obycia, jakie nie dane były żonom. Z wykształconą prostytutką mężczyzna rozmawiał inaczej niż z własną żoną, nie pomijając polityki, biznesu, filozofii i literatury. Edukacja w tych dziedzinach dla dobrze urodzonych panien stała się dostępna dopiero niedługo przed rokiem 1000.
Jedynie wybrańcy, i to nieżałujący szczodrych prezentów, mogli skorzystać po towarzyskim wieczorze z intymnych usług najdroższych prostytutek. Pozostali mężczyźni musieli się zadowolić prostytutkami niższej klasy, które może nie miały nadzwyczajnych zdolności artystycznych, ale były nie mniej biegłe w sprawach zasadniczych. Żołnierzom przysługiwał bezpłatny wstęp do domów publicznych opłacanych przez państwo.
Przyszłe prostytutki zawodu zawierały zwykle umowę z właścicielem altany. Właściciele altan zrzeszali się w organizacjach zawodowych, płacili podatki i korzystali z takich samych praw i obowiązków jak inni przedsiębiorcy, a więc mogli skarżyć pracownice niewywiązujące się należycie z zawartej umowy. Z drugiej strony prostytutki miały prawo odwołać się do sądu, gdy właściciel traktował je nieodpowiednio – również się zrzeszały i wspólnie z właścicielami altan zwalczały niezrzeszoną konkurencję. Dziewczęta uczyły się chętnie, każda bowiem marzyła, że podbije serce jakiegoś możnego klienta, który wykupi ją z altany i uczyni swoją żoną, albo przynajmniej nałożnicą.
W stołecznym mieście Hangzhou, które w 1276 zdobył wnuk Czyngis-chana Kubilaj, kładąc kres dynastii Song, istniały trzy rodzaje domów publicznych. Do najniższej kategorii należały washe (瓦舍), tanie placówki pod zarządem państwowym, służące prostym żołnierzom i żeglarzom, jak również ubogiej ludności cywilnej. Personel składał się z dziewcząt wziętych w jasyr w czasie wypraw wojennych oraz żon skazańców, które – jak w wielu innych społeczeństwach – ponosiły karę za winy mężów.
Średnią kategorię stanowiły winiarnie. Niektóre znajdowały się pod ścisłą kontrolą poborców podatkowych i służyły niemal wyłącznie urzędnikom administracji państwowej, inne podlegały prywatnym firmom. Lokale były otwarte do świtu. W niektórych obowiązki dziewcząt ograniczały się do dotrzymania towarzystwa gościom w czasie posiłku, w innych klienci mieli do dyspozycji dyskretne pomieszczenia na piętrze. Informowały o tym bambusowe latarnie, kryte czerwonym jedwabiem, zawieszone na drzwiami pod daszkiem z bambusowych liści, aby świeciły również podczas deszczu. Dzięki nim można było rozpoznać owe miejsca.
Placówki najwyższej kategorii obsługiwały wysokich urzędników, bogatych kupców, pisarzy, artystów. Nazywano je różnie: „domami śpiewających dziewcząt”, „domami pieśni” i zwyczajnie – „herbaciarniami”. Były to drogie lokale. Gościowi podawano najpierw herbatę, potem prowadzono na górę. Przedstawiano prostytutki, z których wybierał sobie towarzyszkę na resztę dnia. Rozpoczynał się posiłek, następnie część artystyczna. Wszystko zgodnie z obyczajem i protokołem i za osobną opłatą, ale też i na najwyższym poziomie, począwszy od personelu, na meblach i „klimatyzacji” skończywszy – spełniano każde życzenie klienta i w efekcie tylko pewna część przychodów takich przybytków pochodziła wprost z uprawiania prostytucji.
Marco Polo, który w czasie siedemnastoletniego pobytu w państwie środka za panowania Kubilaj-chana doskonale poznał chińskie obyczaje, podaje, że w stolicy cesarstwa była wówczas niewiarygodna liczba prostytutek. Mieszkały one oddzielnie, płaciły podatki i miały ściśle uregulowany status. Najatrakcyjniejsze z nich rząd chiński udostępniał bezpłatnie cudzoziemskim dyplomatom.
W XVI wieku w Pekinie do celów uprawiania prostytucji przeznaczona była jedna z ulic, przy której znajdowały się domy publiczne. Ich znakiem rozpoznawczym były niebieskie żaluzje, dlatego nazywano je niebieskimi domami – wyróżnia to chińską tradycję również współcześnie.
W miastach położonych nad rzekami i zatokami morskimi urządzano domy publiczne na ozdobionych kwiatami łodziach, były to sławne tzw. łodzie kwiaciaste (lub łodzie kwiatowe; które istnieją jeszcze do dziś w Hongkongu).
Po przejęciu władzy przez komunistów prostytucję, która wcześniej rozwijała się szczególnie w miastach portowych, wykorzeniono poprzez rozstrzeliwanie prostytutek i ich opiekunów lub odsyłanie niektórych prostytutek do odpowiednich szkół w celu przyuczenia zawodowego.

## Kultura japońska

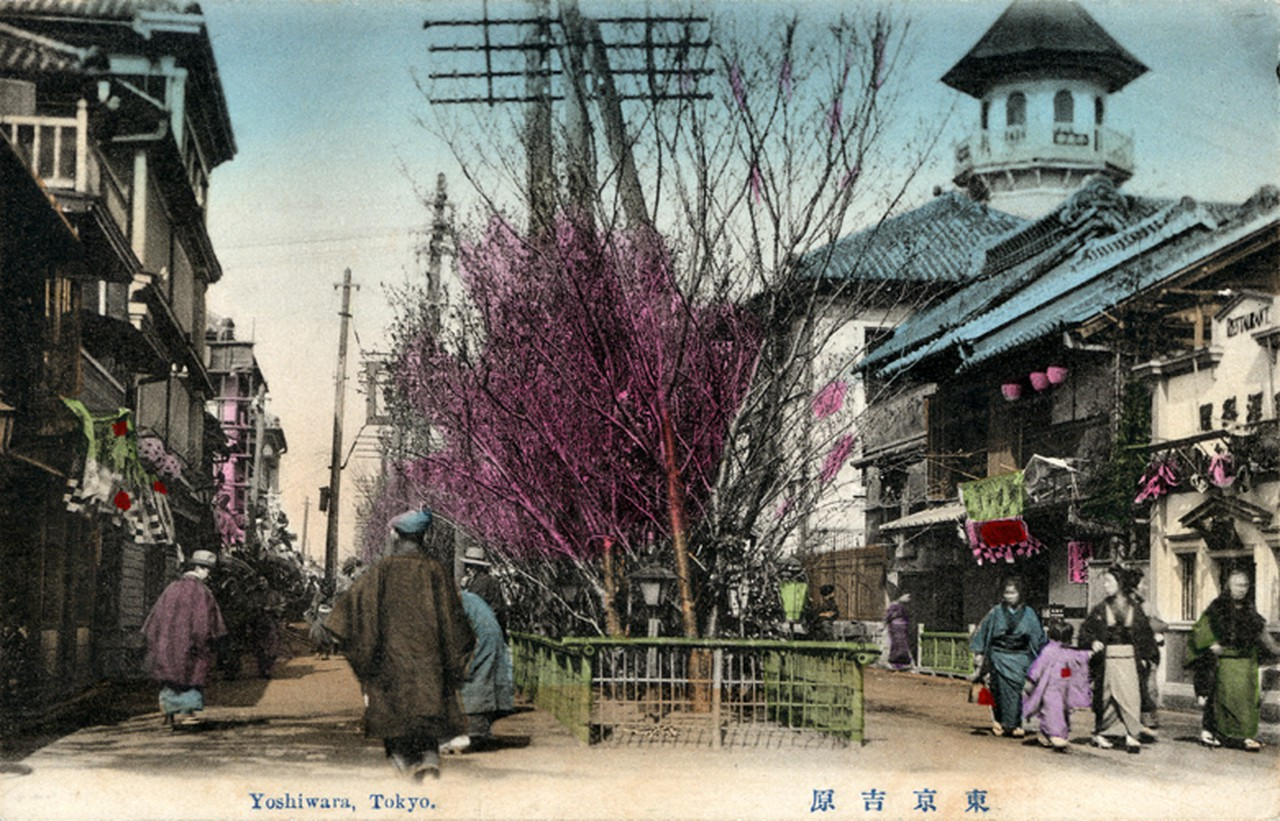
Pocztówka przedstawiająca dzielnicę Tokio - Yoshiwara (okres Taishō)

Prostytucja w Japonii istniała przez cały okres istnienia tego kraju. W XVII wieku próbowano po raz pierwszy nałożyć prawne regulacje na prostytucję, głównie z zamiarem pobierania podatków.

### Klasyfikacja japońskich prostytutek
W dawnych japońskich książkach spotyka się dwa określenia prostytutek:
- jorō – słowo to charakteryzuje jednoznacznie osobę danej profesji;
- oiran – pochodziły zwykle ze średniej lub wyższej szlachty; były to inteligentne, wykształcone, kulturalne kobiety, wychowane jak księżniczki, umiejące zaspokoić wszelkie potrzeby, nie tylko seksualne; zgodnie z japońskimi normami kulturowymi oiran były powszechnie szanowane, często pokazywały się z mężczyznami, czasem wychodziły za mąż i to za mężczyzn z wyższych warstw społecznych i odtąd zaliczały się już do zwykłych kobiet.

W XIX wieku prostytutki najwyższej klasy dzielono na dwie główne grupy:
- tayū – o pozyskanie względów tayū ubiegali się najbogatsi, najbardziej wpływowi mężczyźni. By uzyskać swój zaszczytny tytuł musiała ona przewyższać swoje zawodowe koleżanki atrakcyjnością, wykształceniem, uprzejmością, liczebnością służby, jak i wysokością pobieranej zapłaty;
- koji-jorō – pobierały nieco mniejszą zapłatę niż tayū, ale korzystały z pewnych przywilejów, np. miały prawo do krótkich wieczornych spacerów po głównej ulicy Naka-no-chō, a podczas świąt mogły brylować na tle ozdobnego parawanu.

Pozostałe klasy prostytutek:
- tsubone-jorō – nazwa tej klasy prostytutek wywodziła się od chińskiego słowa oznaczającego „najwyższą elegancję”
- yakko – prostytutki tak nazwane pochodziły z rodzin niższej szlachty i były kierowane do Yoshiwary za różne przewinienia, takie jak niewierność małżeńska lub nieposłuszeństwo wobec rodziców. Kara mogła trwać od 3 do 10 lat
- komise-jorō – były to prostytutki najniższej klasy, które można było wynająć za kwotę 100-200 senów, podczas gdy za usługi prostytutek najwyższej rangi na przełomie XVIII i XIX wieku płacono do 17 jenów i 50 senów.

### Yoshiwara jako centrum prostytucji

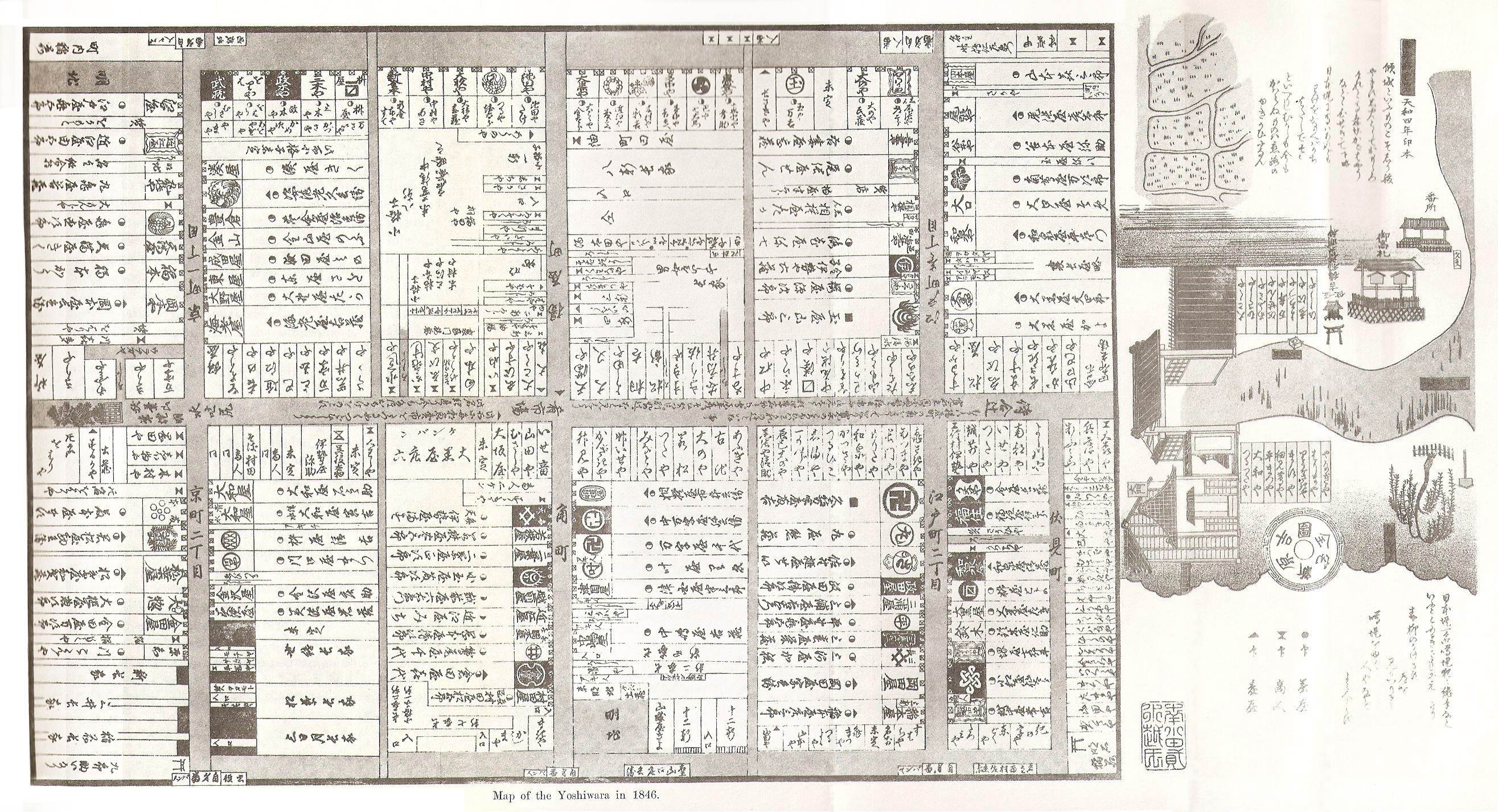
Mapa dzielnicy Yoshiwara (1846)

Od początku XVII wieku pozarodzinne życie erotyczne koncentruje się w wydzielonych dzielnicach wielkich miast - Uri i ma zorganizowane formy zachowujące tradycyjne nawyki i obyczaje.
Największą sławę zdobyła dzielnica Tokio: Yoshiwara, wydzielona w 1617 z założonego trzydzieści siedem lat wcześniej przez shōguna leyasu miasta, zwanego wówczas Edo (Yedo), jako miejsce prostytucji. W innych japońskich miastach dzielnice wyznaczone dla zawodowych prostytutek nosiły nazwę Yujowa lub Kuruwa.
Pojedyncze domy świadczące usługi seksualne istniały już wcześniej w różnych miastach, a nawet zdarzało się, że kilka takich budynków stało koło siebie. Gospodarze i pracownicy burdeli mieli własne cechy, chroniące ich interesy. To właśnie prezes takiego cechu, którego nazwisko Jingemon przeszło do historii, zwrócił się do władz by wszystkie nierządnice rozproszone po całym, szybko rozbudowującym się mieście, skupić w jednej zamkniętej dzielnicy. Wśród wielu praktycznych powodów tego była też i chęć sprawowania nadzoru nad klientami, wśród których było wielu bezpańskich samurajów, stanowiących zagrożenie dla rządzących. Przez kilka lat władze nie mogły się jednak zdecydować na realizację projektu Jingemona. Dopiero wykrycie spisku przeciwko shōgunowi Jemitsu przekonało władze o pożytku takiego rozwiązania.
Na przełomie XIX i XX wieku zajmowała wówczas powierzchnię około 6 hektarów, była odpowiednio ufortyfikowana, ogrodzona i strzeżona przez strażników dzielnicy i miasta, nie wszystkim wolno było bowiem przekraczać jej bramę (w jedną lub w drugą stronę). Nieustającą atmosferę święta, festynu i zabawy tworzyły liczne lampiony: różnokolorowe i różnokształtne (czworokątne, podłużne lub w kształcie kwiatów) umieszczone nad drzwiami lub niesione przez młode służące.
Na początku, gdy zakładano Yoshiwarę wolno było budować tylko proste domy bez żadnych oznak luksusu. Na początku XVIII wieku skromne domy zaczęły przekształcać się w jedno i dwupiętrowe pałace. Rozróżniano wówczas dwa rodzaje domów: w jednych kraty klatek sięgały do sufitu, w drugim tylko do połowy wysokości dziewcząt co ułatwiało im kontakt z gośćmi. W najbardziej luksusowych burdelach kraty były pozłacane, w innych pomalowane na kolor czerwony, żółty lub niebieski.
W XIX wieku przybytki publiczne w Yoshiwarze dzielono na trzy kategorie, w zależności od atrakcyjności personelu oraz oprawy i poziomu wszelkich usług. Na najbardziej okazałych znajdowały się oświetlone wieżyczki, w których czuwali wartownicy ze straży pożarnej. W większych domach w wewnętrznych dziedzińcach mieściły się starannie utrzymane ogrody, których ozdobą były świerki, wiśnie i najrozmaitsze kwiaty.

#### Boscy patroni japońskich prostytutek
Tuż za bramą wejściową Yoshiwary wznosiła się świątynia bóstwa shintō Inami (lis), patrona prostytutek. Legenda głosi, że świątynię wybudowano w miejscu, w którym znaleziono kamień przypominający czyhającego lisa. Dobry kami, który początkowo był czczony jako bóg ryżu, przedstawiany jest przez rzeźbiarzy w różnych pozach we wcieleniu męskim i żeńskim. Według jednego z podań pod postacią pięknej dziewczyny uwodził on mężczyzn i zniewalał czarami ich serca. Nie pozwalał im także wychodzić za mąż, a gdy stawały się prostytutkami, otaczał je opieką – to dlatego kobiety nazywają prostytutki lisiczkami.
Drugą, choć nie mniej wpływową opiekunką służebnic publicznych jest Benten, bogini gracji, sztuki i mowy. Na posążkach ma zwykle 24 ręce, w których trzyma różne atrybuty i stoi na srebrnym wężu lub kłębowisku żmij. Jeżeli ma tylko dwie ręce to gra nimi na czterostrunnej gitarze. Na jej pomoc mogą liczyć przede wszystkim kobiety o czystych sercach.

#### Personel domów publicznych

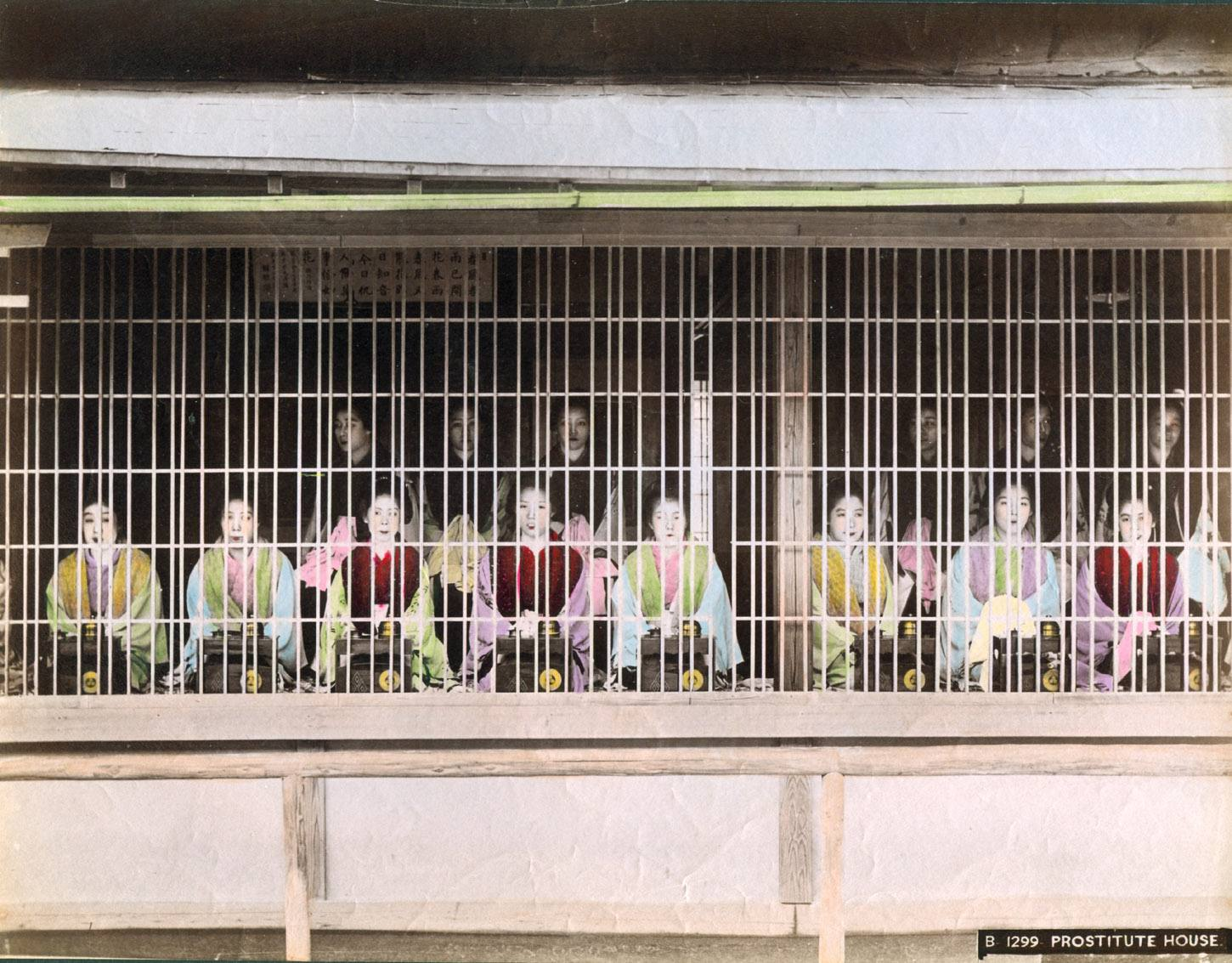
Prostytutki na wystawie w Yoshiwara (okres Edo)

Na początku XX wieku w Yoshiwarze mieszkało około 4 tysięcy prostytutek i tancerek, którym towarzyszyło 11 tysięcy służących, urzędników (administracyjnych, gospodarczych i porządkowych) i sklepikarzy. Mieszkanki dzielnicy wypuszczano tylko za przepustką gospodarza domu i przełożonej. Pilnowano też, by nie wchodziły tam inne kobiety i dzieci.
Kituzuwa, gospodarz i zarazem właściciel burdelu, miał do pomocy 30–40 pracowników, z których każdy spełniał określoną funkcję. W każdym domu prowadzono bardzo staranną księgowość. Podlegała ona kontroli wewnętrznej oraz kontroli zarządu dzielnicy. Prawą ręku kituzuwa była yarite, gospodyni, szefowa, która nadzorował cały personel, a zwłaszcza prostytutki. To zaszczytne i przynoszące niezły dochód stanowisko zajmowały zwykle starsze prostytutki lub służące. W dawnych czasach yarite wyróżniała się kosztownym, wielobarwnym, jedwabnym kimonem i określonym uczesaniem.
Służba porządkowa zorganizowana była wspólnie z policją obyczajową przez właścicieli domów publicznych. Funkcjonowało to tak dobrze, że klienci nie obawiali się napadu ani obrabowania.
Do celów uprawiania nierządu kupowano i werbowano dziewczynki już w wieku około 7 lat, a czasem nawet jeszcze młodsze, bo 4-letnie. Zajmowały się tym stręczycielki i stręczyciele udający się w poszukiwaniu "żywego towaru" do najdalszych zakątków kraju, zwłaszcza tam gdzie była największa bieda spowodowana wojnami domowymi i klęskami żywiołowymi. Rodzice, którzy nie byli w stanie wyżywić dzieci, dla ich dobra zgadzali się na adopcję przez zamożniejszych opiekunów, na co pozwalało bardzo liberalne japońskie prawo. Dziewczynki wywiezione do odległych miast traciły wkrótce kontakt z rodziną i zdane były na łaskę nauczycielek prostytucji.
Edukacja przyszłej prostytutki odbywała się pod okiem (a właściwie u boku) wykonującej ten zawód tayū lub kojidjoro. Każda prostytutka dwóch najwyższych klas miała na swoje usługi dwie lub trzy uczennice, zwane kamuro, które spełniały funkcje podobne do paziów. Pozbawione możliwości matkowania własnym dzieciom, młode kobiety traktowały je trochę jak przybrane córki a trochę jak lalki. Na rękawach swoich białych sukienek dziewczynki miały wyszyty znak i kolor swojej pani – ane-djoro. Nadawała ona swoim przybocznym imiona ulubionych ptaków i najpierw uczyła je akompaniować do śpiewu na tamburynie, a potem grać na mandolinie i lutni. Stopniowo kamuro poznawały sztukę zdobienia mieszkań kwiatami, rozpylania perfum o odpowiednich zapachach i asystowania przy ceremonii herbaty, wykonywały rolę posłańców, w czasie przyjęć i posiłków stały obok swojej pani starając się spełnić wszystkie życzenia jej i gości.
Z chwilą osiągnięcia dojrzałości płciowej co następowało zwykle między dwunastym i trzynastym rokiem życia, kamuro stawała się shinto i rozpoczynała u swojej pani nowicjat, czyli właściwą naukę postępowania prostytutki we wszystkich okolicznościach. Na przykład nie wolno jej było w obecności pani i jej gościa spać. Nawet w razie grubiańskiego zachowania gości powinna była okazać powściągliwość i uprzejmość. Wszystkie ruchy – chód, przyklękanie, ukłony i siadanie – powinna była wykonywać z największą gracją. Musiała znać wszystkie herby i odznaki związane z przeszłością Yoshiwary, wyznawać się na rachunkach i opanować różne sposoby układania fryzury. Codziennie musiała się myć, czesać i poddawać masażom, które miały zapobiegać poceniu się ciała w nocy i zachować jego jędrność do trzydziestego roku życia. W tym okresie shinto otrzymywała niewielką część kieszonkowego swojej pani.
Wprowadzenie do samodzielnego wykonywania zawodu odbywało się po ukończeniu przez nowicjuszkę wieku 15 lat. Była to uroczystość tak okazała, że można ją porównać z weselem zamożnej pary. Pierwszego kochanka mogła sobie wybrać sama. Słuchając rady opiekunki, wybierała kogoś bogatego. Jeżeli jednak wolała biednego chłopca, wówczas koszty przyjęcia ponosił gospodarz domu publicznego. Shinto ubrana była w żółte, jedwabne kimono uczesana na „młodego motyla”. Zajmowała miejsce obok swojego wybranka. Pito sake, tradycyjnie z małych kieliszków po trzy łyki, mieszano wino z dwóch różnych butelek i popiół z dwóch fajek. Kamuro serwowały tradycyjne potrawy, a tańczące gejsze przedstawiały romantyczne historie miłosne. Odśpiewanie pieśni o „drodze do domu, w którym połączy się z ukochanym” stanowiło sygnał do przejścia do oddzielnego pokoju w wiadomym celu.
By odróżnić prostytutki od innych kobiet, przepisy nakazywały im spinać włosy paskiem związanym z przodu małym węzłem, podczas gdy kobiety mogły nosić szerokie klamry z tyłu głowy. Z czasem zniesiono te ograniczenia i nakazy.
Prostytutki oczekujące na swoich klientów pozowały w odsłoniętych klatkach. Przy jednej z przecznic, o nazwie Agéya-Machi, rezydowały stręczycielki, które oferowały najatrakcyjniejsze z nich wyróżniającym się klientom. Nie ograniczano się tylko do prezentacji "na żywo", ponieważ zainteresowanym oferowano także przygotowane zawczasu prospekty reklamowe.

#### Herbaciarnie
Ważną rolę w życiu Yoshiwary odgrywały herbaciarnie (hikite-tschayas). Poczynając od XV wieku, kiedy to upowszechniła się japońska ceremonia picia herbaty, pawilony herbaciane stały się miejscem spotkań towarzyskich i kontemplacji w szczególnej aurze niewielkich gabinetów. Najwytworniejsze herbaciarnie i domy spotkań znajdowały się przy głównej ulicy Nakano-cho (ulica duża). W połowie XIX wieku było ich 400 przy 159 domach publicznych. Na początku XX wieku liczba herbaciarni zmniejszyła się czterokrotnie a ilość domów publicznych wzrosła do 177.

#### Artyści towarzyszący

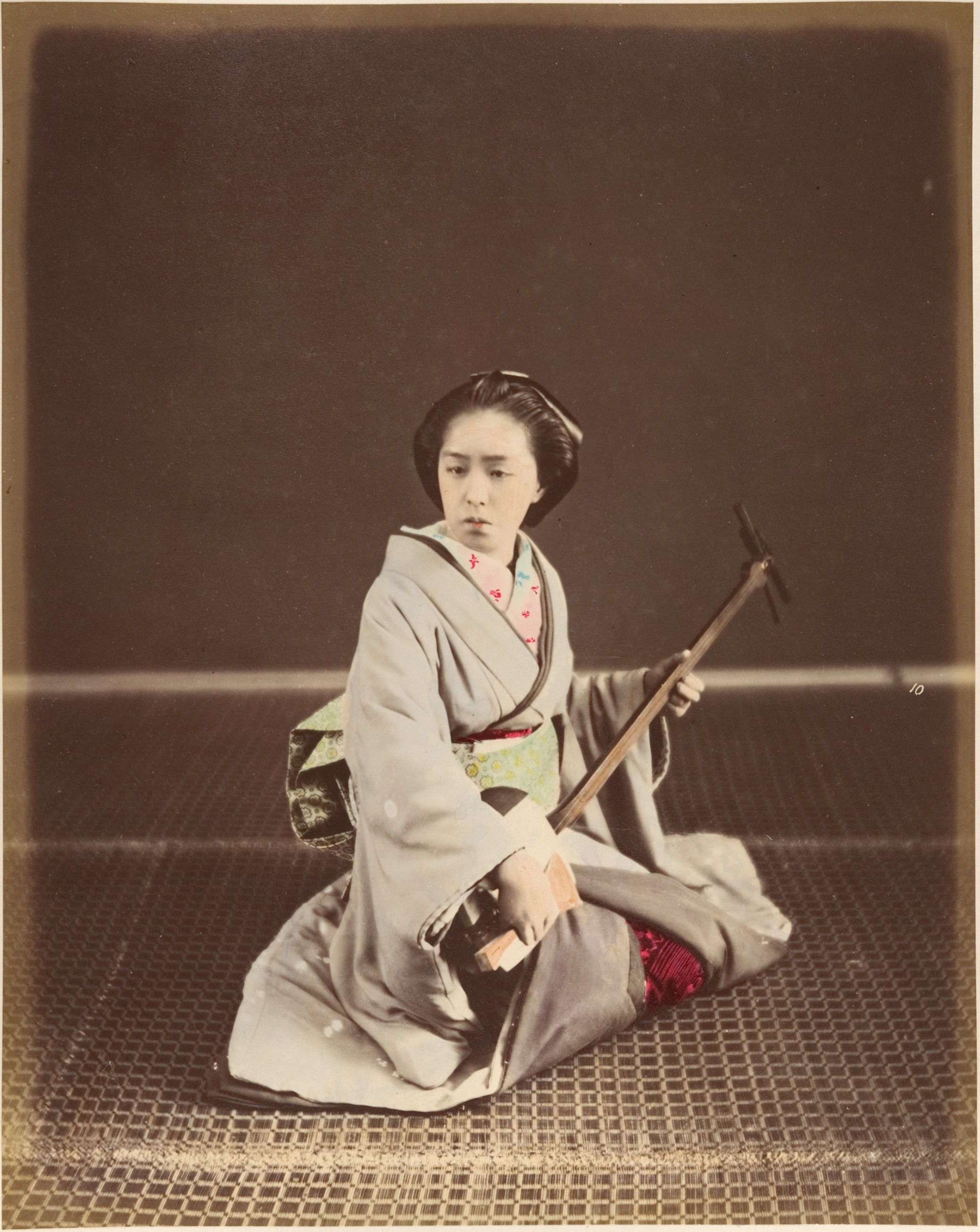
Tokijska gejsza z shamisenem (XIX wiek)

W dzielnicach nierządu ważną rolę odgrywali artyści – recytatorzy, śpiewacy, muzycy i tancerze. Specjalnością artystów męskich (hokan), były opowieści, pieśni i ballady o niezwykłych zdarzeniach, zemstach i tragediach miłosnych, jak i samobójstwach. Prezentowali je przy akompaniamencie bębenków i fletu, wykonując figury taneczne i pantomimiczne. Nadawali oni także oprawę artystyczną różnym świętom, uroczystościom i wystawnym bankietom, urządzanym w tych dzielnicach. Hokana można było rozpoznać po ogolonej głowie z komicznym warkoczem splecionych włosów, przeciągniętym z tylu na przód głowy i czarnym jedwabnym płaszczu, ozdobionym znakami herbowymi. Przybywając na ucztę, padał on do stóp gospodarza domu i witał go recytacją jakiegoś poetyckiego fragmentu, na co ten powinien odpowiedzieć również wierszowanym podziękowaniem. W czasie przyjęcia hokanowie krążyli wokół stołu i gości, a gdy sake zaczynało już działać, rozpoczynali swoją błazenadę, korzystając z masek i instrumentów muzycznych. Przez długi czas popisowym numerem tych artystów, był niezwykle żywy, namiętny taniec, zwany tańcem „głodnego diabła”.
Do tradycji japońskiej należą też gejsze (gei znaczy tyle, co sztuka, a sha znaczy osoba) od wczesnej młodości kształcone w tańcu, śpiewie i grze na trzystrunowej gitarze samisen, bębenku lub flecie. Uczyły się także dobrych manier, poznawały literaturę i poezję. W Yoshiwarze i innych dzielnicach nierządu gejsze były ściśle oddzielone od prostytutek – djoro. Niemniej jednak tradycja gejszy wywodzi się od mężczyzn-błaznów, którzy zabawiali gości w domach publicznych, i pierwsze żeńskie gejsze – tancerki również wywodziły się ze środowiska prostytutek (pierwsza kobieta, która nazywała siebie gejszą, była prostytutką z Fukagawa i pojawiła się około 1750, co zbiega się ze schyłkiem oiran – ostatnią z tradycyjnych oiran datuje się na 1761). Z czasem gejsze wyspecjalizowały się, pracując wyłącznie jako tancerki, choć bywało, że niektóre przechodziły do zajęcia prostytucji (także niektóre tancerki pracujące poza lokalami licencjonowanymi przez pewien okres wychodziły poza ściśle artystyczne zajęcia). Błędny wizerunek gejszy jako prostytutki na Zachodzie wziął się jednak przede wszystkim stąd, że Amerykanie okupujący Japonię po drugiej wojnie światowej korzystali z usług japońskich prostytutek, które często stylizowały się na gejsze (których tam w owym czasie się nie spotykało). W Yoshiwara gejsze dzielono na dwie klasy: dorosłe i dziecięce, nazywane przez gości kamieniami półszlachetnymi. Wyróżniały się kunsztownymi fryzurami ozdobionymi szpilkami i eleganckimi klejnotami z wyszytymi symbolicznymi figurami. Nosiły kosztowne klejnoty, pierścienie i ozdoby ze złota i srebra. Na przyjęcia udawały się w małych grupach, przeważnie po trzy, w towarzystwie dwóch dziewcząt grających na bębenkach. Wybijały one takt, podczas gdy ich starsze koleżanki grały na gitarze, flecie lub lutni i tańczyły. Najbardziej podniecający był taniec kappore, w którym w scenie finałowej tancerki rozchylały suknie. Istniały również całe orkiestry, złożone z 10, 15 lub 20 gejsz, wykonujących dawną muzykę religijną w czasie wielkich świąt obchodzonych w Yoshiwarze.
Po występach w herbaciarni i na przyjęciach gejsze nie uczestniczyły już w dalszych intymnościach, lecz wracały do swoich domów. Zdarzało się jednak, że zostawały konkubinami sławnych i bogatych ludzi, a także wychodziły za nich za mąż. Wysoką pozycję społeczną uzyskały gejsze w okresie Meiji, w drugiej połowie XIX i na początku XX wieku. Mówiono wówczas, że każdy ambitny student powinien mieć dwa cele w życiu: zostać ministrem i ożenić się z gejszą. Nawet wybitni politycy, premierzy Hirobumi Itō, Ōkuma, marszałek Yamagata wzięli za żony gejsze, a magnaci przemysłowi Okura, Shibusawa i Maruda szczycili się, że gejsze były ich metresami. Niektóre gejsze zdobyły większe wpływy w świecie polityki i interesów. Do najsławniejszych należała O-koi-san (oficjalna metresa księcia Tarō Katsury), autorka książki odsłaniającej kulisy ówczesnych wydarzeń politycznych.
Gejsze, które nie mogły konkurować z młodszymi koleżankami w śpiewie i tańcu, prowadziły herbaciarnie i restauracje, często odgrywając znaczną rolę w życiu publicznym.

#### Klienci
Pozycja kobiety w Japonii była zbyt niska, żeby mogła się ona przeciwstawić postępowaniu swojego męża. Dawniej zgodnie z tradycją żona Japończyka nie miała więc mężowi za złe, że idzie do prostytutki. Często pomagała mu ubierać się, aby ładnie wyglądał, a czasem bywało też, że rachunek z domu publicznego za udzielone mężowi usługi przysyłany był na ręce jego żony.
Stosunek płciowy za pieniądze w Japonii był uwieńczeniem długiego ceremoniału przygotowawczego stwarzającego odpowiedni nastrój i pobudzającego zmysły.
W dawnych czasach bacznie pilnowano, by na teren Yoshiwary nie wchodzono z bronią (by któraś z nich nie popełniła samobójstwa, czego przyczyną często była bezwzględność burdelowych mam). Daimyō'wie i samurajowie mieli przywilej wejścia z przypasaną szablą, lecz musieli ją zostawić przy wejściu.
Kiedy bogaty gość stanął przed niską, jak nakazywała tradycja, furtką herbaciarni, witał go w ukłonach sam gospodarz i wprowadzał do środka, podsuwając mu do zmiany sandały. W dawnych czasach, jeśli gość był samurajem, pozostawiał na stojaku pod okapem miecz i siadał na macie we wskazanym miejscu. Podawano mu filiżankę zielonej herbaty lub ryżowe wino sake; gość jadł i pił, w czym mogła mu towarzyszyć tancerka, jeśli sobie tego życzył.
W herbaciarni pytano, czy zamierza odwiedzić jakiś określony dom, czy może wolałby wybrać odpowiednią towarzyszkę wieczoru. Jeżeli nie miał upatrzonego domu ani damy, z którą chciałby się spotkać, gospodarz pomagał mu w dokonaniu wyboru. Ewentualnie podniecony seksualnie występami gejsz w herbaciarni mężczyzna przechodził przed stojącymi w pozłacanych klatkach wystrojonymi oiranami, przyglądał im się, nawiązywał konwersację i gdy upatrzył sobie jakąś ślicznotkę, wchodził do danego domu. Po szerokich, oświetlonych lampionami schodkach wstępował na pierwsze piętro, by usiąść w kucki na macie naprzeciw yarite – gospodyni domu. Z wielką uprzejmością dostojna dama przedstawiała mu ceny usług i dowiadywała się czy ma jakieś specjalne życzenia, po czym jeszcze mógł przyjrzeć się prostytutkom wracającym z klatek do swoich pokoi, a nawet poznać ich poetyckie imiona wywodzące się od kwiatów, drzew i ptaków.
Jeśli klient chciał się spotkać z upatrzoną wcześniej prostytutką, jej służąca biegła do niej by ustalić czas i miejsce spotkania. Gdy ustalono, że odwiedzi ją w jej domu, prowadziła go tam przewodniczka z latarnią ze znakiem gospodarza. Prostytutce podążającej na nocne spotkanie z klientem, który ją wybrał, towarzyszył cały orszak: służący z latarnią, dwóch paziów, uczennice nowicjuszki i dwóch służących: jeden z parasolem przeciwsłonecznym, a drugi z poduszką, na której były wyszyte jej inicjały i z bogato zdobioną latarnią, będącą zwykle prezentem od jakiegoś sławnego malarza. Przy złej pogodzie damę niósł kulis.
Gość w oddzielnym pokoju był rozbierany do naga przez służebnice, jako okrycie otrzymywał zielone lub niebieskie kimono i mógł skorzystać z kąpieli. Dopiero wówczas zjawiała się wybranka, siadała przy macie obok gościa, częstując go migdałami i owocami. Erotykę japońskich prostytutek cechował duży estetyzm. Musiały znać wszystkie techniki erotyczne oraz przejawiać inicjatywę. Jednakże ich zadaniem naczelnym było maskowanie własnej aktywności, odgrywanie roli kobiety wylęknionej i wstydliwej. Japończycy nie uznawali pieszczot ani pocałunków przed wprowadzeniem prącia do pochwy. Ceremonialne gesty i aluzyjne komplementy zastępowały pieszczoty wstępne.

### Usługi homoseksualne
W Japonii, ponieważ pederastia była tam uprawiana od najdawniejszych czasów, istniały też domy publiczne homoseksualne (przetrwały one nawet do połowy XIX wieku), w których młodzi chłopcy spełniali funkcję męskich prostytutek (zob. też Kagema).

### Przejście prostytucji na czarny rynek
Zaraz po II wojnie światowej rząd japoński nakazał zorganizowanie domów publicznych, które miały służyć wojskom amerykańskim okupującym wówczas Japonię. W ten sposób rząd chciał walczyć o zachowanie czystości „rasy japońskiej”. Jednak w 1946 roku amerykańscy okupanci nakazali likwidację stworzonego w ten sposób systemu licencjonowanej prostytucji, zakazali stręczycielstwa, ale sama prostytucja pozostała legalna. Dopiero w 1956 roku wprowadzono zakaz prostytucji rzekomo z powodu rozprzestrzeniania się w wojsku chorób przenoszony drogą płciową, przy czym prostytucję zdefiniowano tak, że można o niej mówić tylko wówczas, gdy w zamian za zapłatę dochodzi do stosunku płciowego. Wiele klubów do dziś oferuje więc przede wszystkim szereg usług związanych z kontaktami seksualnymi, które wykluczają odbywanie stosunków. Niemniej jednak wszelkie formy sutenerstwa zagrożone są karami grzywny.
Po wprowadzeniu w 1956 roku zakazu uprawiania prostytucji około 400 tysięcy domów publicznych w Japonii musiało zmienić swój profil (np. ograniczyć się do oferowania usług bez stosunków seksualnych), wiele z nich przeszło na czarny rynek, oirany i gejsze przeniosły się do barów i klubów nocnych. Obok gejsz pojawiły się młode "hostessy" (zatrudnione w biurach turystycznych, przedsiębiorstwach komunikacyjnych i hotelach) zamiast kimona noszą one minispódnice i jedwabne bluzki, gejsze nazywają tę konkurencję „niecywilizowanymi zajączkami łóżkowymi”. Jednak kontakty z hostessami również nie są zbyt tanie i przystępne dla wszystkich, bowiem "hostessy" wybierają sobie klientów i decydują się na kontakty seksualne jedynie z tymi, którzy wydają się im sympatyczni. Prowadzona przez władze polityka walki z prostytucją nieletnich nie przeszkadza właścicielom lokali rozrywkowych w posługiwaniu się młodymi prostytutkami stylizowanymi na gimnazjalistki, gdyż wśród różnych wyszukanych odmian erotyki seks z gimnazjalistkami cieszy się we współczesnej Japonii szczególną popularnością. Dlatego też mundurki uczennic – białe bluzki z granatowymi marynarskimi kołnierzami i krótkie granatowe plisowane spódniczki stały się wabikiem przyciągającym klientów do nocnych klubów. Kobiety stylizowane na uczennice pokazuje się w najbardziej wyszukanych pozach, przestrzegając tylko zakazu odsłaniania sromu (można najwyżej ukazać skrawek owłosienia łonowego).
Trudno ocenić całkowitą liczbę osób pracujących w seksbiznesie w Japonii, choć jeden z raportów szacuje tylko samą liczbę prostytutek innych narodowości niż japońska na przeszło 150 tysięcy. Niektórzy autorzy w latach 80. XX wieku podawali, że w sumie w Japonii o zaspokojenie potrzeb prawie wyłącznie męskich gości, troszczy się około 1 miliona gejsz i „hostess”. Mnóstwo luk w prawie (jak choćby to, że prawo zabrania prostytuowania się, jak i bycia klientem osoby prostytuującej się, jednak nie określa wymiaru kary za takie czyny), liberalne interpretacje prawa i lub elastyczne podejście do jego egzekwowania pozwalają branży szeroko rozumianego seksbiznesu na prosperitę i obroty roczne rzędu 2,1 biliona jenów (około 24 miliardów dolarów) rocznie.

## Kultura indyjska

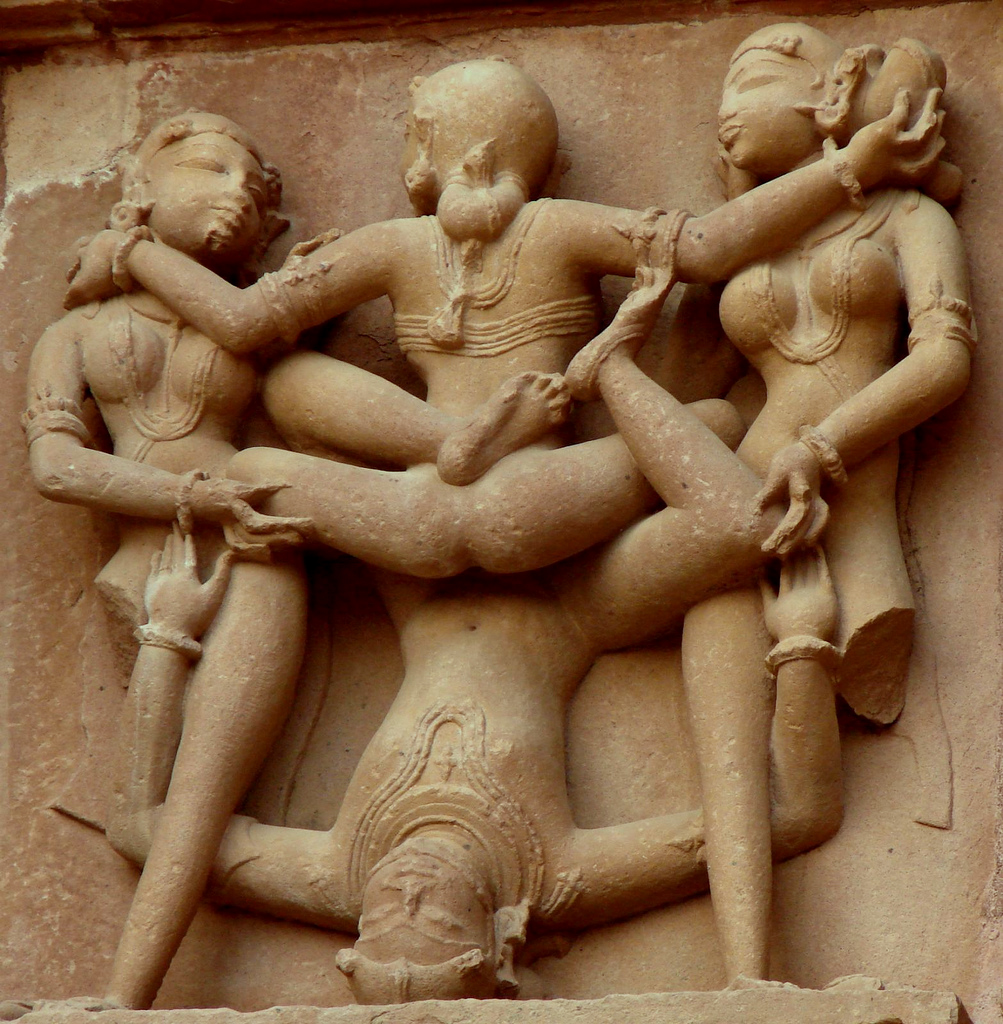
Rzeźba ze świątyni staroindyjskiej w Khajuraho (Madhya Pradesh) przedstawiająca scenę erotyczną

W społeczeństwie staroindyjskim, w którym erotyka wiązała się z wierzeniami religijnymi, prostytucja traktowana była jako zawód potrzebny i pożyteczny. Prostytutki w Indiach cieszyły się uznaniem i szacunkiem. Jeszcze do niedawna były one, podobnie jak greckie hetery, prawie jedynymi wykształconymi kobietami w Indiach. Nigdy nie były pozbawiane praw obywatelskich ani nie były prześladowane. Jedynie niektórzy autorzy ksiąg religijnych potępiali je i zakazywali stosunków z nimi zwłaszcza braminom. W słynnej Kamasutrze znajduje się stwierdzenie, że miłość do prostytutek jest przyjemnością, a więc nie podlega ani zakazom, ani nakazom.
W Indiach, zwłaszcza południowych, rozpowszechniona była prostytucja świątynna, w której religia ściśle wiązała się z płciowością. Indyjskie prostytutki świątynne zwane też tańczącymi dziewczętami, obok kapłanów, cieszyły się najwyższym uznaniem wśród personelu świątynnego.
Prostytutki w wielkich miastach zrzeszone były, tak jak inne zawody, w cechu, któremu przewodniczyła zwykle jedna z najbardziej wpływowych przedstawicielek tej profesji. Kamasutra zalicza do prostytutek różne rodzaje kobiet: wszetecznicę, służącą lub pokojówkę, kobietę łatwą lub ladacznicę (kobietę ze wsi), wolną wyrobnicę, bajaderę, kobietę, która opuściła rodzina, kobietę żyjącą z urody, a wreszcie tę, która wykonuje regularnie rzemiosło, czyli zawód prostytutki. Lista ta obejmuje przypuszczalnie również te kobiety, które oddawały się stosunkom płciowym poza małżeństwem, pobierając za to zapłatę. Zróżnicowanie poziomu usług i statusu materialnego służebnic publicznych było bardzo duże. Prostytutki uliczne oddawały się za kilka miedziaków, lepiej sytuowane przyjmowały klientów w mieszkaniach matek lub opiekunek, inne chodziły do ich mieszkań. Najczęstszym miejscem spotkań były domy publiczne. Ich mieszkanki, wystrojone i umalowane, stały w drzwiach zachęcając przechodniów do wejścia. Zapłatę należało uiścić z góry. Połowę otrzymywała wybrana lub przydzielona partnerka, a reszta szła na utrzymanie przybytku. Pokrywało to także koszty pachnideł, girland oraz szat wypożyczanych klientom. Prostytutki zobowiązane były płacić sprawującemu nad nimi kontrolę inspektorowi królewskiemu co miesiąc dwudniowe zarobki.
Prostytutki świeckie w starych Indiach, podobnie jak w innych krajach, podzielone były więc na kasty: od najwyższej do najniższej. Im lepiej prostytutka była wykształcona, tym większe miała powodzenie, pobierała wyższe opłaty oraz cieszyła się większym szacunkiem. Prostytutki należące do „arystokracji” były wyjątkowo atrakcyjne: piękne, bogate, wykształcone i posiadały umiejętność zabawiania towarzystwa. Były to ganiki, prostytutki wywodzące się z wyższych kast, znajdujące się na szczycie hierarchii, wyróżniały się atrakcyjnością erotyczną i wykształceniem. Podobnie jak kszatrijowie, musiały one znać 64 sztuki wyzwolone: śpiew, muzykę instrumentalną, taniec, pisanie i rysowanie, barwienie różnych części ciała, wykonywanie ozdób, deklamacje, recytacje i zabawy wierszowane, rozrywki umysłowe i wiele innych. Oczywiście znały one również doskonale wszelkie tajniki sztuki uwodzenia. Ganiki posiadały mieszkania urządzone z przepychem, eleganckie stroje, drogą biżuterię i liczną służbę. O ich względy zabiegali najbogatsi wielbiciele, którzy nie żałowali pieniędzy na spełnienie zachcianek swoich wybranek. Do tej kasty należały także prostytutki utrzymywane przez możnych – królów, książąt i innych władców, które pełniły – oprócz prostytucji – różne inne dworskie funkcje. O tym, jak wysoka była ich pozycja społeczna może świadczyć pewne zdarzenie z życia Buddy. Przebywając w mieście Wajsiala, mędrzec zaproszony został na ucztę do naczelnika miasta. Tak bardzo szanował jednak Ambapali, że wolał spożyć posiłek w jej towarzystwie. Towarzystwem kobiet do towarzystwa nie gardzili również książęta, a nawet królowie. Istotną rolę, szczególnie w epoce Wielkich Mogołów odgrywały tawaif – zasadniczo były to artystki służące wysoko urodzonym lub bogatym klientom, ale okazjonalnie nie stroniły też od usług seksualnych.
Oprócz tej swoistej arystokracji istniały także biedniejsze kasty prostytutek, które oddawały się klientom z niższych warstw społecznych – niektóre z nich były tak tanie i ubogie, że musiały żebrać.
Świadectwem umiejętności czerpania rozkoszy ze wspóżycia seksualnego są staroindyjskie traktaty, z których najbardziej znana jest Kamasutra. Tekst ten posiada liczne wcześniejsze i późniejsze mutacje, został przetłumaczony na języki europejskie w II połowie XIX wieku, w 1922 roku wydany został też po raz pierwszy w Polsce. W niektórych krajach napotkał jednak na przeszkody cenzuralne – również w stosunkowo purytańskiej Polsce Ludowej władze pozwoliły na jego druk w całości dopiero w 1983 roku, obkładając go przy tym licznymi moralizatorskimi wypowiedziami teologów, prawników i lekarzy. Aż dziewięć rozdziałów liczy ostatnia część Kamasutry, poświęcona prostytutkom. Zawiera ona szczegółowe wskazówki, w jaki sposób powinny one przyciągać mężczyzn, jakimi wybiegami zatrzymać ich przez dłuższy czas, jak wyciągnąć od nich dużo pieniędzy, jak pozbyć się uciążliwego kochanka, jak odzyskać utraconego i jak zadbać o przyszłość swojej córki.
W Europie znane są też dwa teksty, które łączą formę poradnika uwodzenia z narracją literacką: Nauki stręczycielki Damodaragupty z VIII wieku i Edukacja kurtyzany Kszemendry z XI wieku. Wydano je również w polskim tłumaczeniu, w jednym tomiku pod tytułem Edukacja hinduskiej kurtyzany.
Damodaragupta, który był ministrem jednego z królów Kaszmiru, wciela się w postać odrażającej staruchy Wirakali, ogniś uwodzicielskiej nierządnicy, udzielającej rady młodziutkiej Malati, która dopiero wdraża się do pracy w charakterze prostytutki. Stręczycielka zaczyna lekcje od uświadomienia dziewczynie potęgi jej urody, zniewalającej mężczyzn, a następnie doradza jak, idąc drogą rozwiązłości i przebiegłego postępowania usidlić bogatego kochanka, wyciągnąć od niego jak najwięcej podarków i kosztowności, po czym zwrócić się ku następnemu.
Drugi z tekstów, Edukacja kurtyzany, którego autorem jest poeta i prozaik Kszemendra (ok. 990-1065) jest w jeszcze większym stopniu utworem literackim, ukazującym obraz życia prostytutek w tym czasie. I tutaj młoda, początkująca w zawodzie Kalawati wysłuchuje rad starszej, doświadczonej koleżanki – rajfurki, czyli stręczycielki nierządu. Nauczycielka u Kszemendry wskazuje podobne postępowanie z kochankiem jak Damodaragupta, ale ilustruje je ponadto przykładami z własnego życia. Pierwsza ukazuje prostytutki z sympatią, wskazując przy tym na ich pewną doskonałość, choć rozwiewa złudzenia, że oddają się z miłości. Natomiast druga bezlitośnie demaskuje wyrachowanie, bezwzględność, dwulicowość i chciwość służebnic przerażającej Kali, ostrzegając pożądliwych mężczyzn, że każdy dom rozkoszy to nora, gdzie czuwa czarna rasa przerażających żmij, jaskinia głodnych lwów, kłębowisko słoni ogarniętych szałem rui.

## Wybrane kultury starożytnego Bliskiego Wschodu

### Prostytucja gościnna
Dziewiętnastowieczny historyk F.S. Pierre Dufour napisał, że pierwsze znane ślady prostytucji prowadzą do bliskowschodniej Chaldei. Rozwinęła się wtedy prostytucja gościnna, polegająca na wymianie uprzejmości z kimś obcym, nieznanym, komu nie można było odmówić prawa gościnności. Wedle tradycji Chaldejczyków gościowi należało oddać do dyspozycji wszystko, czym gospodarz dysponował, nie wyłączając jego żony czy córki. Ta forma prostytucji istniała także w innych krajach.

## Kultura hebrajska
Starożytni Żydzi w ramach monoteizmu ustanowili system zakazujący oddawania hołdu poszczególnym bóstwom, zakazując także prostytucji sakralnej. Kupczeniem ciałem nie mogły zajmować się Żydówki, lecz pozwalano na nie innym kobietom. W rzeczywistości zakaz funkcjonował w sposób niejednoznaczny, ponieważ "prostytutką" nie była nazwana kobieta, którą oddawał za pieniądze jej ojciec, ale tylko ta, która znajdowała się pod kuratelą mężczyzny, który bez jej przyzwolenia sprzedawał lub oddawał jej ciało. Faktycznie zakazane było sprzeniewierzenie dóbr pana domu, nie handel seksualny, a ojcowie na Bliskim Wschodzie mogli sprzedawać usługi swych córek od momentu ukończenia przez nie trzech lat.
W Starym Testamencie niejednokrotnie wspomina się o prostytutkach (nierządnicach). W Księdze Powtórzonego Prawa zabroniono Izraelitom prostytucji sakralnej: Nie będzie nierządnicy sakralnej wśród córek Izraela ani mężczyzn uprawiających nierząd sakralny wśród synów Izraela (23:18), a także stręczycielstwa: Nie zaniesiesz do domu Pana, Boga twego, zarobku nierządnicy, jak i zapłaty dla psa, jako rzeczy ofiarowanej ślubem. Tak jednym, jak i drugim brzydzi się Pan, Bóg twój (23:19). Podkreślano też aspekt materialny prostytucji: Kto mądrość kocha - ten ojca raduje, kto z nierządnicami przestaje, dobra roztrwoni (Księga Przysłów, 29:3), Nie oddawaj się nierządnicom, abyś nie stracił swego dziedzictwa (Mądrość Syracha, 9:6).
Jednak fakt, że mężczyzna po śmierci żony chce skorzystać z usług prostytutki, nie budził zastrzeżeń, jeśli zapłacił: Kiedy Juda ją ujrzał, pomyślał, że jest ona nierządnicą, gdyż miała twarz zasłoniętą. Zboczywszy ku niej z drogi, rzekł: Pozwól mi zbliżyć się do ciebie - nie wiedział bowiem, że to jego synowa. A ona zapytała: Co mi dasz za to, że zbliżysz się do mnie? Powiedział: Przyślę ci koźlątko ze stada. Na to ona: Ale dasz mi jakiś zastaw? Zapytał: Jaki mam ci dać zastaw? Rzekła: Twój sygnet z pieczęcią, sznur i laskę, którą masz w ręku. Dał jej więc, aby się zbliżyć do niej; ona zaś stała się za jego sprawą brzemienna. ... Wtedy Juda rzekł: Niech sobie zatrzyma. Obyśmy tylko się nie narazili na kpiny. Przecież posłałem jej koźlątko, ty zaś nie mogłeś jej znaleźć. (Księga Rodzaju, 38:15 – 38:18, ... 38:23)
Nowy Testament także potępia prostytucję (np. O nierządzie zaś i wszelkiej nieczystości albo chciwości niechaj nawet mowy nie będzie wśród was, jak przystoi świętym, List do Efezjan, 5:3). Święty Paweł opisuje występki − w tym nierząd − uniemożliwiające odziedziczenie Królestwa Bożego: „Jest zaś rzeczą wiadomą, jakie uczynki rodzą się z ciała: nierząd, nieczystość, wyuzdanie, uprawianie bałwochwalstwa, czary, nienawiść, spór, zawiść, wzburzenie, niewłaściwa pogoń za zaszczytami, niezgoda, rozłamy, zazdrość, pijaństwo, hulanki i tym podobne. Co do nich zapowiedziałem: ci, którzy się takich rzeczy dopuszczają, królestwa Bożego nie odziedziczą" (Ga 5,19-21). Jednak prostytutkom nie odbiera się szans na zbawienie, mimo że są winne ciężkiego przewinienia moralnego, mogą zostać zbawione dzięki swej wierze, na dowód przytaczane są słowa Jezusa Chrystusa: Zaprawdę, powiadam wam: Celnicy i nierządnice wchodzą przed wami do królestwa niebieskiego (Ewangelia Mateusza, 21:31). Oczywiście chodzi tu o nierządnice nawrócone, które zaniechały swojego postępowania, ponieważ Jezus wyraźnie nazywa nierząd grzechem - Ewangelia Jana 8, 1-11 Idź i odtąd już nie grzesz.

## Kultura islamu
W VII wieku prorok islamu Mahomet obwieścił, że prostytucja jest bezwzględnie zakazana. Zgodnie z nauką islamską prostytucja jest grzechem. Pomimo tego niewolnictwo seksualne było szeroko rozpowszechnione w ramach handlu niewolnikami zarówno w średniowieczu, jak i w początkach czasów nowożytnych, gdy to zdobyte młode kobiety pochodzące z Kaukazu, Afryki, Centralnej Azji i Europy służyły jako konkubiny w haremach arabskich. Muhammad Ibn Battuta wspomina kilka razy, że otrzymał lub nabył niewolnice.
Pomimo owych zakazów istniała w islamie duża tolerancja w odniesieniu do męskich poczynań przedmałżeńskich i pozamałżeńskich. Znalazło to odbicie między innymi w muzułmańskich zapatrywaniach na kwestię prostytucji. Jedynie, co głosi Koran na temat prostytucji, to zasada, że niewolnice o ile chcą żyć w cnocie, nie powinny być zmuszane do prostytucji. Pomimo stwierdzenia Mahometa, że „w islamie nie ma prostytucji”, kupowanie seksu w krajach muzułmańskich było często tolerowane, a nawet regulowane i opodatkowane przez władze islamskie.
Prostytucja istniała we wszystkich krajach muzułmańskich, pomimo że nieżonaci mężczyźni i niezamężne kobiety należały do wyjątków, a zgodnie z prawem cudzołóstwo należało karać kamienowaniem, czego jednak w praktyce nie czyniono prawie nigdy. W Farsie i w Egipcie tancerki i prostytutki musiały płacić podatki. W Laodycei codziennie na bazarze odbywał się przetarg na prostytutki. Kto dobił targu, otrzymywał pierścień, upoważniający do przebywania w nocy w towarzystwie wynajętej kobiety. W Suzie domy publiczne znajdowały się tuż obok meczetu. Podobnie jak w starożytnej Grecji kobiety zamężne nie uczestniczyły w spotkaniach towarzyskich mężczyzn. Zastępowały je hetery – urodziwe, wykształcone, biegłe w muzyce, tańcu, śpiewie i konwersacji niewolnice.
Istnienie prostytucji przyczyniło się do większej niezależności seksualnej mężczyzn, również poza ramami małżeństwa, ale prostytutki stanowiły jawny kontrast w odniesieniu do pozostałych kobiet, którym nie wolno uprawiać seksu przedmałżeńskiego. Z powodu surowych restrykcji nakładanych na seksualność niezamężnych młodych kobiet obcowanie z prostytutką jest dla mężczyzn, pochodzących z krajów konserwatywnych, pierwszym w życiu doświadczeniem seksualnym, podobnie jak to miało miejsce w wielu krajach chrześcijańskich, gdzie niegdyś było to praktyką znacznie bardziej rozpowszechnioną niż dziś.
Mimo to od czasu do czasu wzmagał się sprzeciw wobec prostytucji i – podobnie jak w krajach chrześcijańskich – był wymierzony w kupczące seksem kobiety, a nie w ich klientów. W Iranie po rewolucji islamskiej wiele prostytutek postawionych przed sądem w zbiorowych procesach zostało skazanych na śmierć.

## Kultura grecka
Prostytucja był dozwolona i akceptowana społecznie, chociaż osoby uprawiające prostytucję były upośledzone zarówno w sferze prawnej, jak i na poziomie obyczaju. Mężczyźni prostytuujący się byli uważani za niezdolnych do udziału w sprawowaniu rządów. Nie mogli też przemawiać publicznie. Czytamy o tym w mowie Ajschynesa:

Jeśli Ateńczyk prostytuuje się, powiada, nie wolno mu zostać jednym z dziewięciu archontów /.../, nie wolno mu, jako nieczystemu na ciele, piastować stanowisk kapłańskich, nie wolno sprawować funkcji syndyka publicznego ani obejmować żadnych urzędów czy to w polis, czy poza nią, tak w drodze losowania, jak i z wyboru. Nie może być heroldem ani posłem, nie może oskarżać osób pełniących funkcje poselskie, nie może występować za opłatą jako oskarżyciel w sądzie, nie wolno mu nigdzie przemawiać publicznie: ani przed Radą, ani na Zgromadzeniu Ludowym, choćby był nawet najwspanialszym mówcą (Ajschynes 1,19-20).

Co do kobiet, nie tylko same prostytutki oraz hetery, będące swego rodzaju konkubinami, nie miały praw obywatelskich, lecz również ich potomstwo – nawet jeśli ojciec był obywatelem i chciał je oficjalnie uznać, nie mogło uzyskać praw obywatelskich.

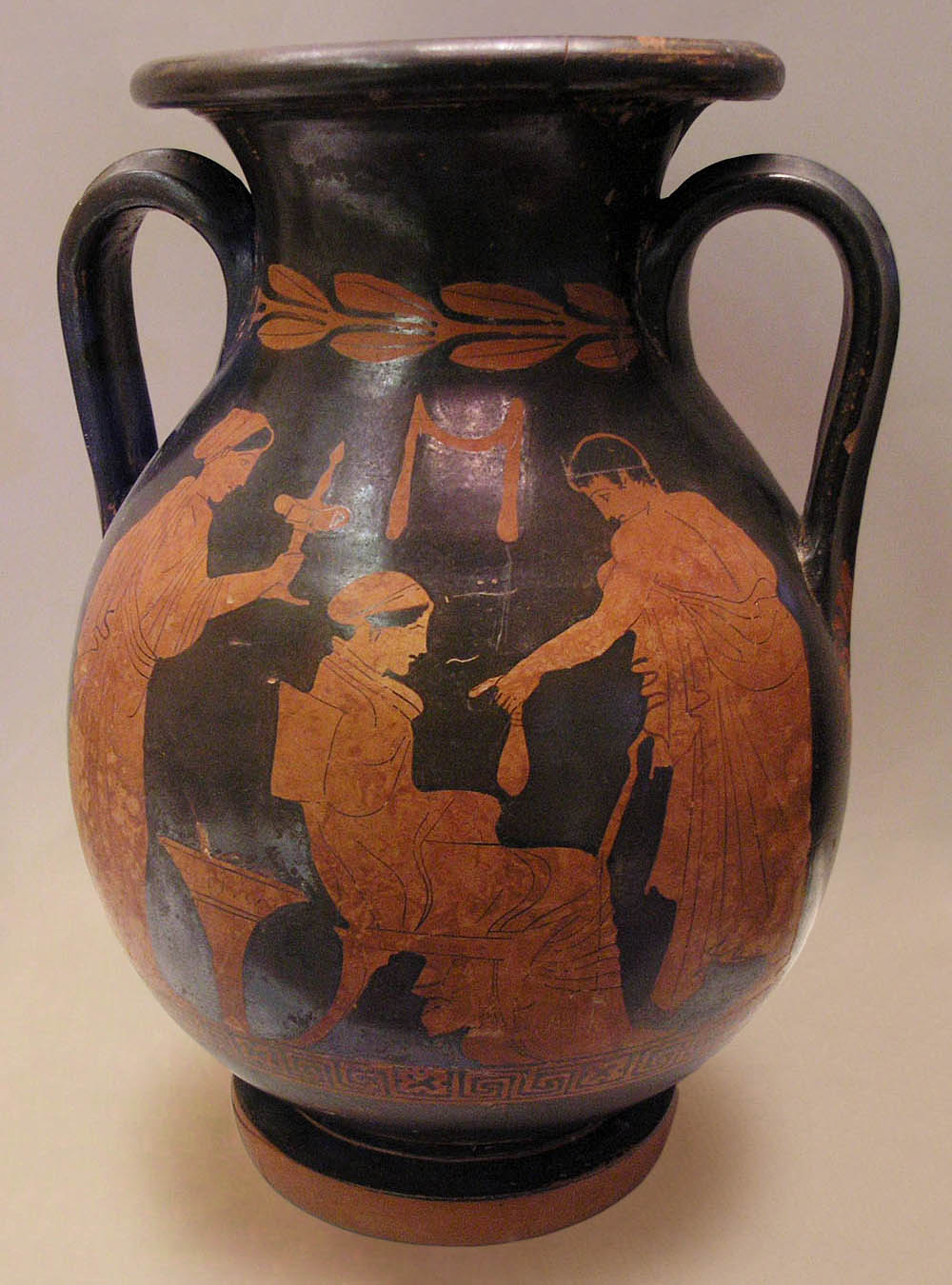
Młody mężczyzna wręczający sakiewkę prostytutce. Waza grecka w stylu czerwonofigurowym autorstwa Polignota, ok. 430 p.n.e., Muzeum Archeologiczne w Atenach

W Grecji wyróżniano dwa rodzaje prostytucji: publiczną, z którą łączy się pojęcie graffiti (za pierwsze graffiti uważa się oznaczenia na murach domów oferujących usługi prostytutek, a formy zostały odkryte w Pompejach) i sakralną, praktykowaną również w Egipcie i państwach Azji.
Solonowi, ojcu-założycielowi republiki ateńskiej w VI wieku p.n.e., przypisuje się stworzenie we wszystkich dzielnicach miasta specjalnych obiektów miejskich (stgr. οἰκίσκοι oikiskoi), których celem było umożliwianie kawalerom zaspokajania ich pragnień seksualnych bez zwracania się ku kobietom zamężnym i młodym córkom wolnych obywateli. Tak zatem powstały pierwsze ateńskie domy publiczne. Bardzo szybko zezwolono na otwieranie przybytków prywatnych, działających zgodnie z decyzjami władz i z polityką podatkową miasta.
W społeczeństwie greckim, uważanym za najbardziej mizoginistyczne spośród społeczeństw tej epoki, w którym zamykano kobiety w gyneceach, prostytutki były zazwyczaj niewolnicami, choć mogły być również kobietami wolnymi, które straciły rodziców lub opiekunów i pozostały bez środków do życia. Te z nich, które nie pracowały dla jednego z domów publicznych, musiały same zdobywać klientów - ich ulubionym terenem łowów były porty, a każde przybycie statku wiązało się z przybyciem służebnic, pojawiających się, by wybrać bogatych kupców dla swych pracodawczyń. Prostytutek było niemało, przykładowo w Koryncie, mieście bardzo dobrze prosperującym, w świątyni Afrodyty znajdowało się ich według Strabona ponad tysiąc (stąd pochodzi popularne do dziś w języku polskim określenie nierządnicy – "córa Koryntu").
Do głównych środków pobudzających klientów należała muzyka, a typowym instrumentem greckich prostytutek był aulos: W starożytnych Atenach popularne były przyjęcia organizowane jedynie dla mężczyzn (...). Na tych imprezach rozrywki dostarczały im grupy tancerek, muzykantek i prostytutek zarazem, tzw. auletryd, które grały na fletach, bębenkach i małych czynelach i tańczyły zmysłowe tańce z Bliskiego Wschodu. Po występie artystycznym mężczyźni rywalizowali między sobą o ich usługi seksualne.
W Grecji oprócz kobiet wolnych, obywatelek były, były też flecistki, tancerki i niewolnice, z którymi mężczyźni mogli mieć stosunki bez ograniczeń ze strony żony. Były też prostytutki kultowe (hierodule), bardzo kosztowne, oraz prostytutki świeckie (hetery, czyli towarzyszki zabaw). Luksusowe hetery, zapewniały ówczesnej arystokracji rozrywkę intelektualną, kulturalną, ale także seksualną. Aspazja, żyjąca w V wieku p.n.e., skandalizująca nałożnica Peryklesa, była jedną z nich.
W licznych społecznościach starożytnych, jak na przykład u Etrusków, prostytucja nie była negatywnie postrzegana i stanowiła źródło dochodów dla kobiet wolnych, umożliwiające im zgromadzenie posagu i osiągnięcie w ten sposób najbardziej pożądanego przez nie stanu - małżeństwa. Działo się tak ku wielkiemu zgorszeniu Greków, zarzucających Etruskom lekkość obyczajów ich kobiet.

## Kultura rzymska

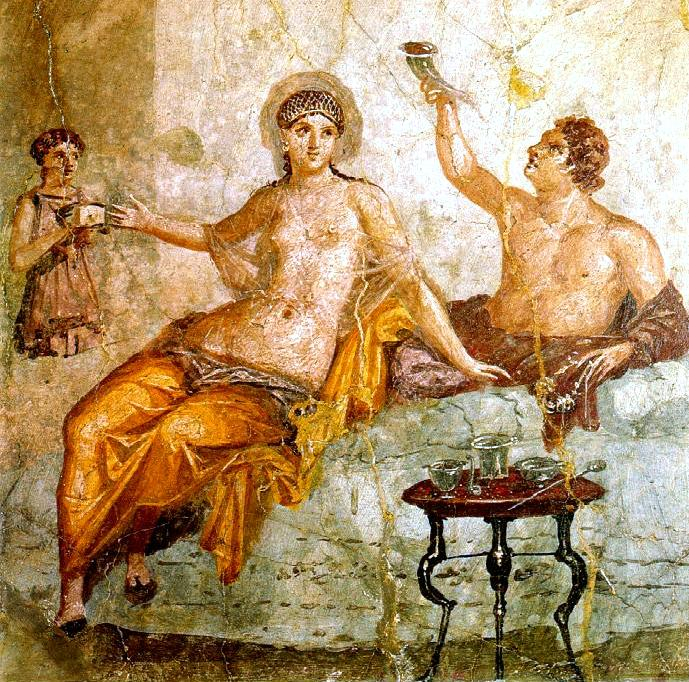
Biesiadnik i prostytutka, fresk z domu w Herkulanum

W Rzymie, jak i w innych miejscach regionu, gdzie istniało zjawisko niewolnictwa, można było używać niewolników wedle upodobania, stanowili oni bowiem własność prywatną. Niewolnica znajdowała się poza prawem dotyczącym zdrady małżeńskiej – w rezultacie jej mąż nie mógł dochodzić swoich praw, i to niezależnie od tego, czy kochankiem był jej właściciel, czy też ktoś inny. Prawa potępiające właścicieli za prostytuowanie swych niewolników były tak mało skuteczne, że były wielokrotnie obwieszczane i potwierdzane od I do IV wieku, podobnie jak ustawy uznające stosunki seksualne między właścicielem a niewolnicą za zdradę małżeńską.
Pomimo tego prostytucja kwitła w Rzymie i to w wielu miejscach: prostytutki zajmowały się nierządem w domach, oberżach, ulicach, pod arkadami, jak i przed drzwiami ich własnych domostw, a nawet na cmentarzach. Klientów wabiły w wyrafinowany sposób, np. rozdając ciasteczka w kształcie fallusa.
Bardzo wcześnie, bo już od II wieku p.n.e., prostytutki zostały spisane w specjalnym rejestrze i musiały odtąd posiadać pozwolenie na wykonywanie zawodu zwane licentia stupri. Jako obywatelki zostały uznane za niegodne (persona turpis). Reprezentowały różnego rodzaju pozycje społeczne: od najmarniejszych, jak w przypadku córek niewolników, do luksusowych kurtyzan, których usługi miały bardzo wysoką cenę. Ich stan liczebny był odnawiany przez napływ niewolników, spowodowany przez działania wojenne oraz przez piratów: np. w Delos codziennie sprzedawano do 10 000 niewolników.
Ruiny lupanaru w Pompejach potwierdzają, że w Imperium Rzymskim istniała prostytucja. Zawód ten, uznany za degradujący, był jednak legalny. Seksualność nie była poddana tam restrykcjom, które powstały w świecie chrześcijańskim. Kaligula jako pierwszy wprowadził podatek od prostytucji, który okazał się jednym z najskuteczniejszych w historii Rzymu. Obowiązywał przez około 450 lat i został zniesiony dopiero pod koniec IV wieku przez Teodozjusza I. Archeolog Terry Madenholm pisze, że początkowo pieniądze z „podatku od seksu” trafiały do skarbu państwa, ale ponieważ uznane były za brudne, umiarkowany cesarz Aleksander Sewer postanowił skierować je na niezbędne utrzymanie budynków publicznych; okazuje się bowiem, że prostytutki podtrzymywały „filary” Rzymu. Trudno jest nakreślić jednoznaczny obraz prostytucji w epoce rzymskiej. Sutenerstwo (łac. lenocinium) było często przedmiotem zakazu i bywało karane. Jednakże obecność prostytutek (lenones) świadczy o czymś zgoła przeciwnym. Cesarze ustanawiali nawet podatki od prostytutek (lenonum vectigal), aby zwiększyć dochód państwa. Mimo że tolerowana, praktyka ta nie była pozbawiona ryzyka. W papirusach z IV wieku znajduje się opis procesu między starszą kobietą, która prostytuowała swoją córkę, a zabójcą tej córki, od którego żądała ona zadośćuczynienia finansowego. W okresach, gdy doprowadzenie do zdrady małżeńskiej mogło doprowadzić do kary śmierci, niektóre damy z wyższych sfer wpisywały się do rejestru prostytutek, żeby uniknąć skazania.
Wespazjan rozstrzygnął, że niewolnica sprzedana pod warunkiem niewykorzystania do nierządu w razie naruszenia zakazu ma być wyzwolenicą zbywcy. Hadrian zakazał "bezzasadnego" (causa non praestita) sprzedawania niewolników do szkół gladiatorów i niewolnic do domu nierządu. Zarządzenia te uzupełnił Aleksander Sewer.
Zakaz stręczenia własnej niewolnicy lub córki wprowadzono w 428 r. zakaz stręczycielstwa jako takiego w 439 r. Było to mało skuteczne, gdyż w 535 r. zakaz został powtórzony.
Wg Ulpiana cechami prostytucji były jej równoczesne : 1. jawność, 2. brak możliwości wyboru partnera, 3. stałość tego zajęcia oraz 4. działanie dla zarobku, choć ostatni wymóg budził wątpliwości.

## Kultura zachodnia

### Średniowiecze

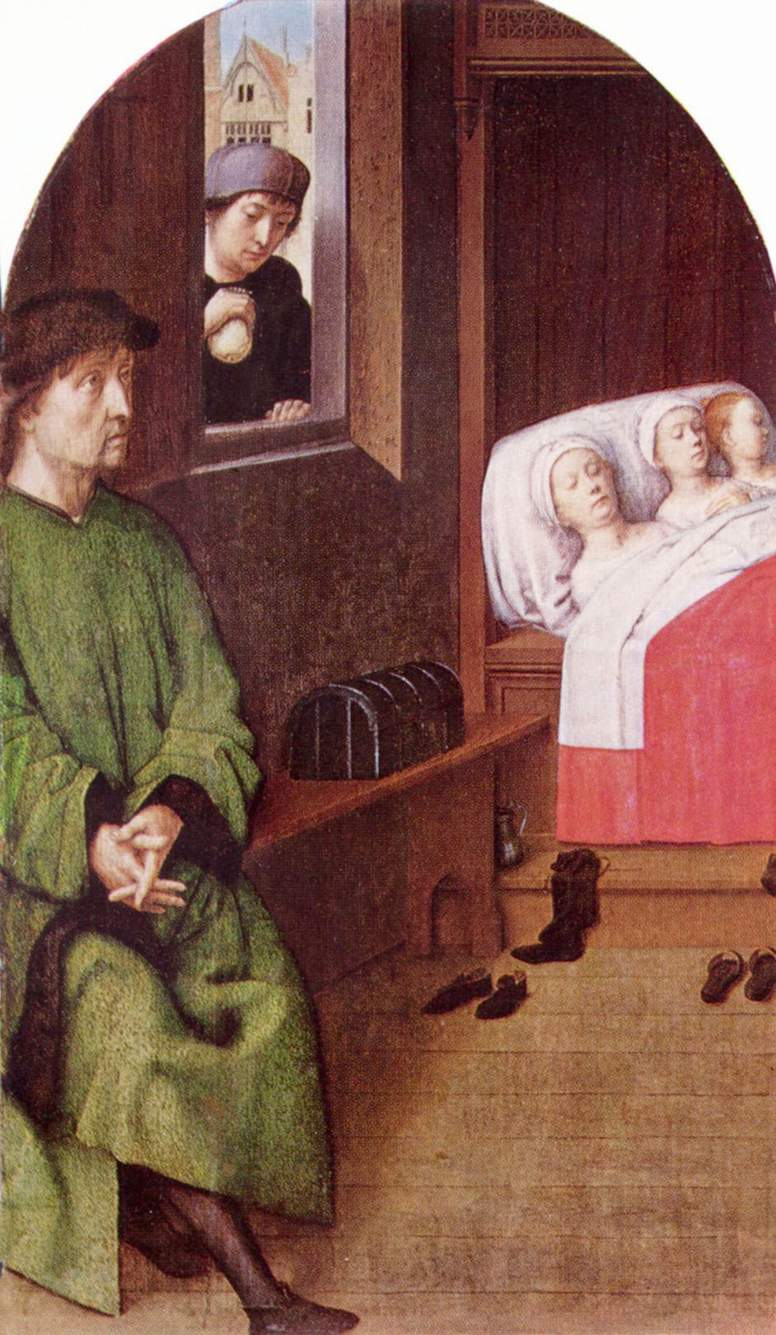
Legenda Mikołaja z Miry: święty daje trzem kobietom posag, by nie musiały one oddawać się prostytucji (Gerard David, ok. 1500

Dla żyjącego w czasach wczesnego chrześcijaństwa Augustyna z Hippony nierząd był rzeczą naturalną i pozwalał na ochronę kobiet i młodych dziewcząt przed męską pożądliwością, a XIII-wieczny filozof i teolog Tomasz z Akwinu twierdził, że prostytucja jest społecznie konieczna i odgrywa rolę toalety w domostwie – brzydko pachnie, ale bez niej cały dom pachniałby brzydko. Zdaniem wielu teologów lepsze z dwojga złego jest, gdy kobieta skłoni swego męża do skorzystania z usług prostytutki, niżby miała zgodzić się na zachowania seksualne uważane za grzechy ciężkie, jak np. seks analny, seks oralny. Odpowiedzialni za porządek publiczny radni miejscy oraz wpływowi hierarchowie kościelni zajmowali się stopniowym organizowaniem prostytucji, począwszy od XII wieku, przy okazji czerpiąc z tego również własne korzyści. Istniały nawet domy publiczne zakładane przez zakony lub kapituły. Prostytucja była wciąż uważana za zjawisko naturalne, za tzw. mniejsze zło. W historycznej Italii sprawujący władzę tłumaczyli nawet, że pobór urodziwych kobiet do roli prostytutek pomoże w przekonaniu młodych ludzi do porzucenia praktyk homoseksualnych. Miasta i osady otwierały zatem oficjalnie miejskie domy publiczne lub też wskazywały na dzielnice miasta, w których tolerowano nierząd.
Istniejące w czasach średniowiecza uregulowania dotyczące prostytucji to m.in.:
- ograniczania swobód prostytutek (przemieszczania się, spotkań, strojów)
- dni i godzin obowiązkowego zamknięcia domów publicznych
- stosunków finansowych i innych między zarządzającymi domami publicznymi i ich personelem a władzami

Często uściślano rodzaj przyjmowanych klientów, np. wiele lupanarów nie mogło pozwolić sobie na otwieranie swych drzwi klientom żonatym, księżom i Żydom. Ubranie prostytutki musiało odróżniać się od strojów innych kobiet, tak aby te ostatnie nie były nagabywane bez przyczyny. Prostytutkom nie zapewniano ochrony prawnej przed przemocą czy wykorzystywaniem: w perspektywie "mniejszego zła" los tych kobiet poświęcano wyższemu dobru – porządkowi publicznemu, ponieważ często właśnie regularne występowanie gwałtów grupowych dokonywanych przez zorganizowane bandy skłaniało władze miejskie do zajęcia się problemem rozładowania agresji seksualnej mężczyzn.
Dla "zagubionych kobiet", za jakie uważano wówczas nierządnice, najlepszym wyjściem miało być oddanie się skrusze po spełnieniu swych funkcji, co miało pozwolić na zbawienie ich dusz – za przykład stawiano Marię Magdalenę. Zgodnie z duchem tamtych czasów prostytutki były stosunkowo dobrze zintegrowane ze społeczeństwem, które oczekiwało od nich zaspokojenia określonych potrzeb – w żartobliwych opowieściach z okresu średniowiecza prostytutki zawierały przymierze ze zdradzonymi kobietami, którym miały rzekomo pomagać w dokonaniu zemsty na niegodziwych mężczyznach.
Średniowieczne prostytutki zmuszone były unikać stosunków płciowych prowadzących do zapłodnienia, z obawy przed "kłopotliwą" w ich pracy ciążą, i dlatego przypuszczalnie ograniczały się do innych form współżycia płciowego, jak np. seks oralny, analny lub seks bez penetracji (petting).
Bywało też, że prostytucję traktowano w zmienny sposób, np. Marsylia wielokrotnie zmieniała przepisy dotyczące prostytucji: od prohibicji, poprzez opodatkowanie, do tolerancji.
W XII wieku założono zakon żeński zgromadzenie sióstr św. Marii Magdaleny od Pokuty, aby "zawrócić kobiety lekkich obyczajów z drogi grzechu" – współcześnie powiedzielibyśmy "w celu resocjalizacji prostytutek". Najczęściej jednak prostytutki były źle traktowane, np. Joanna d’Arc, słynna dziewica orleańska, miała rozkazać, aby odpędzano prostytutki podążające za dowodzoną przez nią armią francuską.
Znanymi kobietami średniowiecza były np. Tullia d'Aragona, żyjąca w XVI wieku włoska kurtyzana, wenecka pisarka i filozof oraz XV-wieczna Vannozza Cattanei, metresa kardynała Rodriga Borgii, późniejszego kontrowersyjnego papieża Aleksandra VI, z którym miała aż pięcioro potomstwa.

### Okres nowożytny

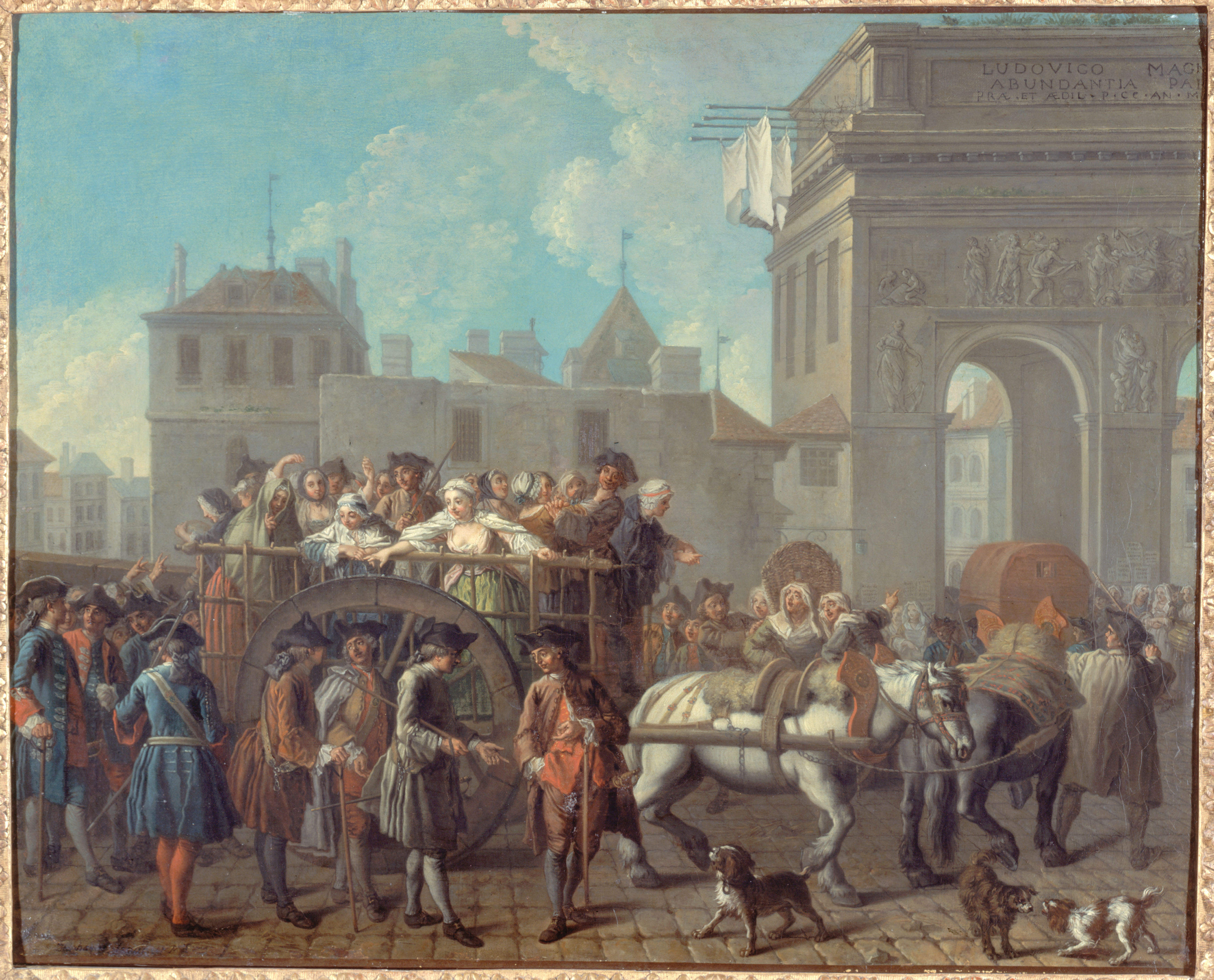
Étienne Jeaurat, Le transport des filles de joie de l'Hôpital (1755, zbiory Muzeum Carnavalet)

Henri de Toulouse-Lautrec, Salon de la rue des Moulins (1894)

#### Okres renesansu
W okresie renesansu popularne stały się kurtyzany – „prostytutki wysokiej rangi” w XV i XVI wieku we Francji i Włoszech. Przyczynił się do tego fakt, że wiele dam obecnych na renesansowych dworach świeckich i duchownych szczodrze obdarzało otoczenie swoimi łaskami i wdziękami, nie wzbraniając się przy tym przed przyjmowaniem podarunków od mężczyzn. Równocześnie sprytne prostytutki naśladowały damy dworu swoimi strojami i stylem życia. Kurtyzanami często były aktorki, śpiewaczki, tancerki – budziły one duże zainteresowanie i były wyjątkowo pociągające erotycznie z powodu atrakcyjnego wyglądu, szczególnie podczas występów na scenie.
Pojawiły się represje wobec prostytucji, która odtąd była, przynajmniej oficjalnie, znacznie silniej piętnowana – o ile do tej pory był to swego rodzaju zawód, który postrzegano może jako nie najlepszy, to od XVI wieku prostytucja stała się na Zachodzie procederem potępionym. Tolerancję wobec prostytucji coraz częściej zastępowano reglamentacją, np. domy publiczne pod kontrolą państwową, a czasem też zakazywano, co pociągało za sobą kryminalizację tego zjawiska. Głównymi motywami ustanowienia takich praw były jednak częściej nie same ideały moralne, co strach przed epidemiami chorób wenerycznych. Reglamentacja prostytucji, podobnie jak tendencja do instytucjonalizacji innych sfer życia społecznego (poprzez tworzenie szkół, więzień czy szpitali), ma swoje główne źródło w ideach myśli oświeceniowej.

#### Wpływy reformacji
Od połowy XVI wieku dążenie do organizowania prostytucji zaczęło maleć i w całej Europie zamykano domy publiczne, zarówno w krajach protestanckich, jak i katolickich. We Francji dekret zakazujący ich istnienia wydany został w 1560. Odtąd z prostytucją walczono, a intensywność tych działań była bardzo zmienna w zależności od czasu i miejsca. Jednak prostytucja przetrwała – zaadaptowała się do nowych warunków i rozwijała w ukryciu.
Wielka Brytania zaczęła deportować na Antyle prostytutki z domów zamkniętych, było ich 400 po zamknięciu tego rodzaju przybytków w Londynie w 1650. Około 10 tysięcy wysłano przymusowo do Ameryki w latach 1700–1780. Arystokraci europejscy byli w tym okresie szczególnie brutalni, jeśli chodzi o sposób, w jaki wyrażali swą seksualność. Dysponujemy dziś opisami pełnych przemocy scen z tamtego okresu: w przybytkach odbywały się orgie, stosowano bicie i biczowanie, wykorzystywano osoby małoletnie. Ówczesne społeczeństwo jako całość, zarówno mieszkańcy miast, jak i wsi, charakteryzowało się obecnością przemocy seksualnej, a zorganizowane grupy atakowały samotne kobiety, dokonując na nich zbiorowych gwałtów i tortur.
Szacuje się, że w przeddzień rewolucji francuskiej w samym Paryżu znajdowało się ok. 30 tys. zwykłych prostytutek i ok. 10 tys. luksusowych kurtyzan, co w sumie stanowiło ok. 13% wszystkich kobiet zamieszkałych w stolicy Francji (w tym samym czasie w Londynie było ich ok. 50 tys.) – co należy traktować jako dowód małej skuteczności ówczesnych wysiłków władz zmierzających do ograniczenia zasięgu prostytucji. Wobec niepowodzenia poprzednich środków działania Dyrektoriat, a następnie również Napoleon Bonaparte, oraz inni władcy europejscy, zaczęli wprowadzać ponownie domy publiczne (tzw. burdele).
Francja częściej zwracała się raczej ku reglamentacji niż prohibicji prostytucji. W styczniu 1796, pod naciskiem Dyrektoriatu, Napoleon Bonaparte utworzył rejestr prostytucji paryskiej. W 1802 ustanowiono obowiązkową wizytę lekarską, by stłumić epidemię kiły. W tym okresie kobiety, z powodu braku dostępu do uniwersytetów, nie mogły być lekarzami, a wizyta lekarska u mężczyzny była postrzegana jako bardziej jeszcze degradująca niż noc z klientem, została więc wręcz znienawidzona przez prostytutki.

#### Wiek XIX i początek XX

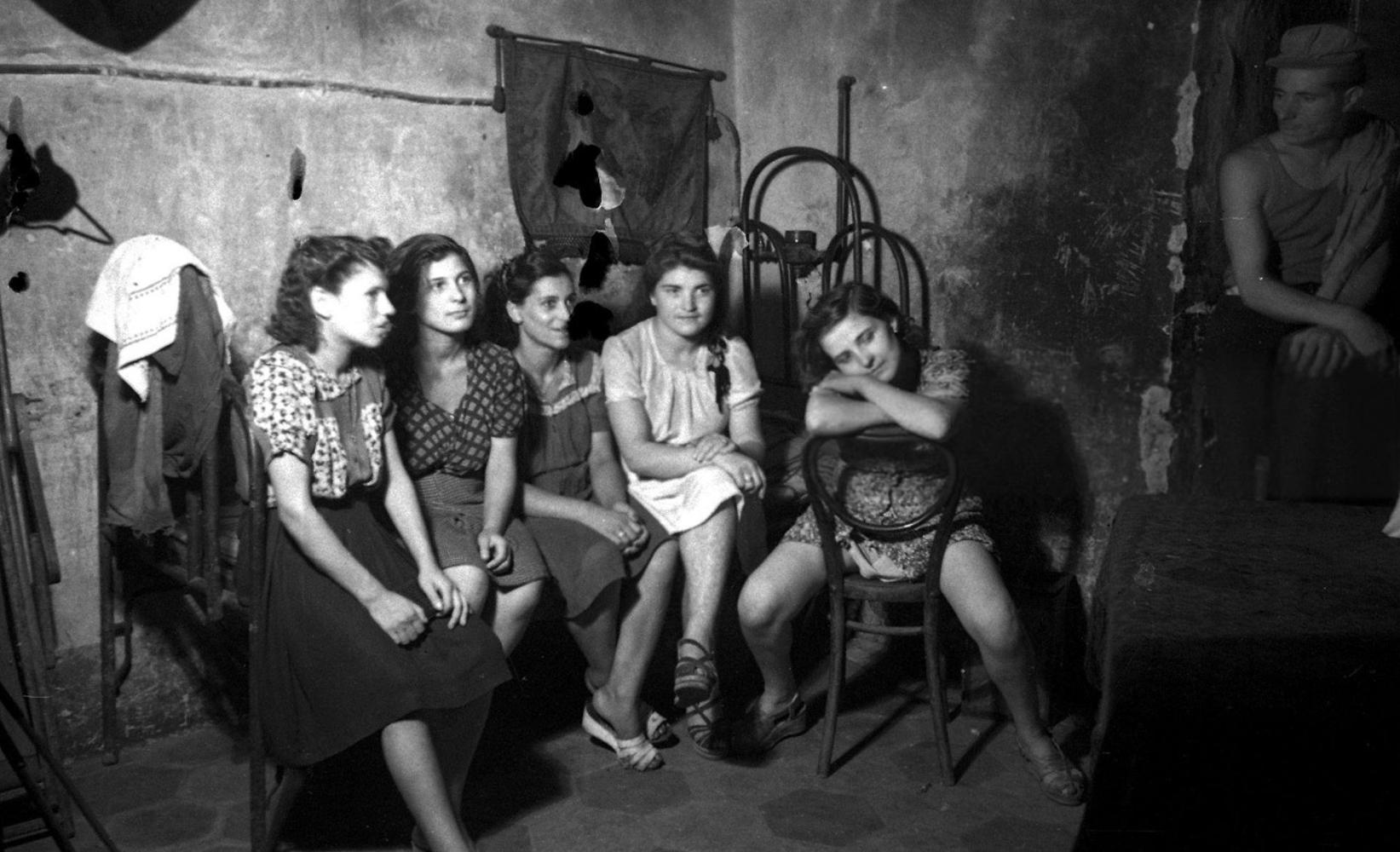
Wnętrze burdelu w Neapolu, Włochy, 1945 rok

W XIX wieku społeczne represje wobec prostytucji doczekały się ujęcia naukowego. Wówczas to narodził się, niewygasły do dziś, dyskurs dotyczący prostytucji rozumianej jako patologia społeczna. Autorem takiego ujęcia był włoski psychiatra Cesare Lombroso, twórca (wraz z Enrico Ferrim i Rafaelą Garofalo) antropologicznej szkoły prawa karnego. Cesare Lombroso posługując się naukowymi, jak na jego czasy, metodami dowodził biologicznego podłoża prostytucji. Jego zdaniem kobiety, które trafiały na drogę prostytucji, rodziły się z właściwymi ku temu predyspozycjami, tj. ze szczególnym typem charakteru, z którego wynikały: wzmożone libido, łakomstwo, pijaństwo, lenistwo, pęd do strojenia się, próżność, całkowity brak emocji, zobojętnienie moralne oraz cielesne cechy zwyrodnieniowe, jak na przykład anomalie zębów, rozdwojenie kciuka, nienormalne owłosienie czy asymetria twarzy. W swoich nie całkiem naukowych badaniach Lombroso donosił, że prostytutka jest bądź to „prymitywnym mężczyzną” bądź to „reliktem wcześniejszej fazy rozwoju człowieka”. Poglądy Lombroso i jego szkoły były popularne i chętnie przyjmowane przez zwolenników reglamentacji, popularyzowała je też ówczesna powieść naturalistyczna, przemawiały szczególnie silnie do uprzywilejowanych warstw społeczeństwa, gdyż nie doszukiwały się przyczyn prostytucji w nierównościach społecznych. Publikacje Lombroso zostały też przetłumaczone na język polski. Koncepcję prostytucji jako patologii, a więc swoistej choroby, którą należy leczyć, przejął zdobywający wówczas popularność ruch abolicjonistyczny (chodzi o ruch abolicjonistyczny przeciwników prostytucji, który nazwą nawiązywał do abolicjonizmu), zyskał ogromną popularność i zdołał zmobilizować znaczną część opinii publicznej w Europie i Ameryce. Ruch ten odrzucił jednak założenie o biologicznym podłożu i przyjął teorie o społeczno-ekonomicznym uwarunkowaniu prostytucji – teorię tę w owym czasie najpełniej artykułowali socjaliści. Podobne założenie o społecznych korzeniach prostytucji przyjął feminizm, który odpowiedzialnością za zjawisko prostytucji obarczył przede wszystkim system patriarchalny (notabene nie interesując się przy tym szczególnie samymi klientami).
W ten to sposób kultura zachodnia do końca XIX wieku wypracowała potoczny wizerunek prostytutki jako kobiety zdegenerowanej, wywodzącej się z tak zwanego marginesu społecznego. Oficjalna propaganda przedstawiała ją najczęściej jako osobę prymitywną, zwyrodniałą, obarczoną wszelkimi nałogami i różnymi chorobami, pozbawioną intelektu, urody i ogłady. Takiemu obrazowi przeczy jednak historia społeczna kultury, która wskazuje na znaczne rozwarstwienie tej grupy. Niewątpliwie prostytutki (jak i ich klienci) wywodziły się od dawna z wszelkich warstw społecznych, dlatego statystycznie rzecz biorąc, najwięcej z nich pochodziło zawsze z warstw niższych. Kobiet lekkich obyczajów i prostytutek nie brakowało jednak również nigdy wśród wyższych sfer. Były to kobiety o wysokim statusie, czego przykładem mogą być japońskie oirany (z których wywodzą się późniejsze gejsze), starogreckie hetery, europejskie metresy i kurtyzany czy XX-wieczne call-girls – wysokiej klasy prostytutki obsługujące majętnych klientów. Faktycznie, niejako na przekór poglądom niektórych feministek, to kobiety wolnych obyczajów i prostytutki były często tą grupą kobiet, która stanowiła awangardę swoich czasów i przez to stały się one prekursorkami współczesnej emancypacji kobiet. Nie tylko w dawnych kulturach Orientu, wszędzie tam gdzie izolowano kobietę od świata, przeznaczając ją jedynie do roli gospodyni domowej, rodzicielki i opiekunki małych dzieci, kobiety zajmujące się sztuką erotyczną wyróżniały się nie tylko atrakcyjnością cielesną, ale i wykształceniem, znającymi się na sztuce, filozofii, biznesie czy polityce.
W Paryżu w połowie XIX wieku istniało około 200 oficjalnych domów publicznych, będących pod kontrolą policji i lekarzy, ale pod koniec tego samego wieku było już ich tylko około 60, w wyniku pojawienia się nieoficjalnych domów publicznych skupiających wówczas ok. 15 tys. prostytutek. W latach 1870–1900 ok. 155 tys. kobiet uprawiało prostytucję, a policja zatrzymała w tym samym okresie ok. 725 tys. innych, uprawiających prostytucję nieformalnie. Ta sytuacja doprowadziła to tego, że w 1911 roku prefekt policji Lépine zezwolił na istnienie "domów spotkań" (maisons de rendez-vous), gdzie prostytutki nie mieszkały, a tylko przychodziły do pracy. Obok tych domów istniały piwiarnie (brasseries), będące w założeniu kawiarniami z kelnerkami "chodzącymi na górę" – Paryż we wspomnianym okresie liczył 115 miejsc tego rodzaju. Dodać należy do tej liczby perfumerie oraz miejsca kąpieli i masaży. Policja szacuje na 40 tys. codzienną liczbę klientów różnego rodzaju przybytków nierządu, co znaczy, że ok. 25% paryskich mężczyzn utrzymywało kontakty z prostytutkami.
Paryskie domy publiczne prześcigały się w tym okresie w oferowaniu specjalizacji w ramach wszelkiego rodzaju perwersji. Stanowiły przybytki przyjemności i wyrafinowania erotycznego. Odwiedzali je chętnie także goście spoza miasta. Prostytutki były rekrutowane spośród młodych dziewcząt przybyłych do miasta, by pracować i pozostawionych na marginesie społeczeństwa przez bezrobocie lub niechciane ciąże.
Objęte przez służbę zdrowia opieką zostały zarówno ulicznice (fille en carte, córki mapy), jak i te prostytutki, które znajdowały się w domach publicznych (à numéro, ponumerowane). Kobiety niezgadzające się na wizyty lekarskie były karane. Taka sytuacja trwała do 1946, gdy to Marthe Richard przekonała parlament do zamknięcia 1500 francuskich domów publicznych.
Współcześnie, XIX-wieczne opracowania dotyczące prostytucji uznaje się za anachroniczne. Obecnie wiadomo, że prostytucja w okresie rozkwitu gospodarczego i dobrobytu wzrasta, co trudno pogodzić z założeniami XIX-wiecznych socjalistów, którzy doszukiwali się jej przyczyn w społecznym ubóstwie. Mimo to echa koncepcji z tamtych czasów jednak do końca nie przebrzmiały, a społeczeństwa nadal stygmatyzują kobiety utrzymujące się z prostytucji. Źródeł tego rodzaju niechęci – podobnie jak źródeł represji wobec seksualności, wychodzenia poza ramy monogamii czy inne społecznie przyjęte związki – można doszukiwać się w kulturze patriarchalnej, która najpełniej wyraża się poprzez religie, takie jak np. judaizm, chrześcijaństwo czy islam. Kobiety wykazują całkiem naturalną skłonność do rozwiązłości o tyle, o ile nie zostaną przed tym powstrzymane przez mężczyzn (ojców, ewentualnie braci, a następnie mężów), co w skrajnych przypadkach skutkuje zabójstwami honorowymi. Za powyższymi skłonnościami przemawia nie tylko ogólny charakter płciowości męskiej ale i oddziaływanie danej kultury, np. w okresie średniowiecza mężczyźni otaczali kultem Maryję Dziewicę dając ją kobietom za wzór do naśladowania – jednak kobiety w tym czasie czciły i otaczały kultem raczej Marię Magdalenę uchodzącą za symbol nierządu i cudzołóstwa. Istotnie, mężczyźni chętnie stanowią prawa, które ograniczają swobodę seksualną mężczyzn (w domyśle: innych mężczyzn) i swobodę kobiet, które użyczają swoich wdzięków mężczyznom (w domyśle: innym mężczyznom) – choć ci sami męscy prawodawcy być może wcale nie zamierzają tych praw przestrzegać. Efektem tego rodzaju społecznej hipokryzji jest widoczna powszechnie rozbieżność oficjalnych artykulacji i zwyczajowo przyjętych praktyk. Ilustracją tego niekorzystnego zjawiska może być skłonność do korzystania z usług prostytutek przez średniowiecznych i renesansowych dostojników kościelnych, mimo głoszenia, że prostytucja jest złem. Podobnie, tworzenie domów publicznych w czasach panowania faszyzmu mimo uznania prostytutek za osoby zdegenerowane, korzystanie z usług prostytucji przez komunistyczne elity Chińskiej Republiki Ludowej mimo brutalnego rozprawienia się z prostytucją w tym państwie, czy powszechność prostytucji połączona z jej reglamentacją w niektórych państwach Orientu, w których oficjalnie jest zabroniona.

### Polskojęzyczna
- Paul Lacroix, praca wydana pod pseud. F.S. Pierre Dufour (oryg. praca wydana pod pseud. P. L. Jacob, Pierre Dufour), tłum. Antoni Baniukiewicz, Historia prostytucji. Od czasów najdawniejszych do XX w., tomy I-III, Wydawnictwo Uraeus, Gdynia 1997–1998, ISBN 83-85732-57-8 (Histoire de la prostitution chez tous les peuples du monde depuis l'antiquité la plus reculée jusqu'a nos jour 1853, podstawa polskiego tłum.: Geschichte der Prostitution)
- Michel Foucault, Historia szaleństwa w dobie klasycyzmu, przedmowa Marcin Czerwiński, Warszawa 1987, Państwowy Instytut Wydawniczy, ISBN 83-06-01315-8 (Folie et déraison. Histoire de la folie à l'âge Classique 1961)
- Jacques Rossiaud, Prostytucja w Średniowieczu, Warszawa 1997, Oficyna Wydawnicza Volumen, ISBN 83-86857-55-2 (La prostituzione nel Medioevo 1984)
- Kazimierz Imieliński, Manowce seksu: Prostytucja, Łódź: Wydawnictwo Res Polona, 1990, ISBN 83-85063-07-2, OCLC 749814906. Brak numerów stron w książce
- Nickie Roberts, Dziwki w historii. Prostytucja w społeczeństwie zachodnim, Oficyna Wydawnicza Volumen (koedycja z wyd. Alfa), Warszawa 1997, ISBN 83-86857-75-7 (Whores in History. Prostitution in Western Society 1992)
- Wojciech Iwańczak Prostytucja w późnośredniowiecznej Pradze, Warszawa 1992, PWN
- Laure Adler, Życie codzienne w domach publicznych 1830-1930, Poznań 1999, Wydawnictwo Moderski i S-ka, s. 200, ISBN 83-87505-33-1 (La vie quotidienne dans les maisons closes 1830–1930)
- Reay Tannahill, Historia seksu, Grzegorz Woźniak (tłum.), Warszawa: Wydawnictwo Książka i Wiedza, 2001, s. 494, ISBN 83-05-13178-5, OCLC 830248603.
- Marek Karpiński, Najstarszy zawód świata. Historia prostytucji, Londyn 1997, Wydawnictwo Lemur (Puls Publications Ltd), ISBN 1-85917-064-1, wyd. II. popr: Wydawnictwo Iskry, Warszawa 2010, s. 336, ISBN 978-83-244-123-9
- Jolanta Sikorska-Kulesza, Zło tolerowane. Prostytucja w Królestwie Polskim w XIX wieku, Warszawa 2004, Wyd. Mada, ISBN 83-89624-13-3
- Mariusz Jędrzejko (red.), Prostytucja jako problem społeczny, moralny i zdrowotny, Warszawa-Pułtusk 2006, Akademia Humanistyczna im. Aleksandra Gieysztora, Wydawnictwo Aspra, ISBN 83-89709-33-3
- Szymon Wrzesiński, Potępieńcy średniowiecznej Europy, Kraków 2007, Egis Libron

### Francuskojęzyczna
- Alain Corbin, Les Filles de noce. Misère sexuelle et prostitution au XIXe siècle, Paris 1978, Aubier
- Erica-Marie Bénabou, La Prostitution et la police des mœurs au XVIIIe siècle, Perrin, 1987